# Supporters du Paris Saint-Germain
Les supporters du Paris Saint-Germain Football Club encouragent et soutiennent le club de football français du PSG.

## Kop of Boulogne

### La genèse du Kop
Le Kop de Boulogne, ou plutôt le « Kop of Boulogne » (abréviation KoB) est né le 2 août 1978 à la suite d'une modification de tarification au Parc des Princes. Depuis le 18 septembre 1976, les jeunes supporters du PSG membres du club « Juniors PSG » étaient massés en tribune K : le « Kop K ». Ce Kop K rassembla à ses débuts 500 jeunes supporters pour atteindre 3000 membres à la fin de la saison 1976-1977. La localisation de ce groupe en tribune K puis dans la tribune Boulogne tient à l'existence d'une carte de « jeune supporter » très peu chère et donnant accès à cette tribune K, et aussi au fait que les joueurs s'échauffaient alors systématiquement devant la tribune Boulogne. Cette tradition était née le 10 novembre 1973 à l'occasion du premier match du PSG dans la nouvelle enceinte du Parc des Princes. Il faut attendre 1998 pour voir le PSG s'échauffer devant le virage Auteuil. Bien vite pourtant, le PSG reprend ses échauffements devant la tribune Boulogne.
Le Club des Associés (1970-1972) puis Le Club des Amis du PSG (créé en janvier 1975) étaient un minimum de 150 supporters pour chaque déplacement et un maximum de 1200 à Lille en janvier 1972. Aidé par ses aînés dans son développement, le Kop K était également actif en déplacements, comme le signalent nombres d'articles des programmes de matches du club. Lors de ces premiers déplacements de jeunes parisiens en province, nombre d'« incidents » en tribune ou à la sortie des joueurs sont déjà à signaler. Ainsi, en janvier 1977, à la suite de débordements lors du déplacement à Nancy (3 cars + environ 150 « indépendants »), le club et les pouvoirs publics se penchent sur le « problème » des déplacements. Cette problématique du Kop K, le Kop of Boulogne en hérite.
L'hymne du Kop K est Au Parc des Princes, sur l'air de Nini Peau de Chien (à la Bastille…) : « Au Parc des Princes on aime bien le PSG, ils sont si forts et si sportifs (« rageurs » à l'origine), on aime bien, qui ça ? Le PSG ! Où ça ? Au Parc des Princes ! » (première publication dans le programme de match du 24 janvier 1978, PSG-Rouen).

### Les premières années du Kop of Boulogne
Les modèles du Kop K puis du Kop Of Boulogne sont, dès l'origine, britanniques. Le choix même du terme « Kop » qui désigne la tribune des supporters en anglais est adopté en référence au Kop d'Anfield. Les finales de Coupes d'Europe des clubs champions au Parc en 1975 (Leeds United) et 1981 (Liverpool FC) offrent l'archétype du modèle britannique aux jeunes supporters du PSG : exubérance, esprit contestataire (voire "anarchiste") et violence. Le thème de l'anarchie a le vent dans le dos à Paris en 1978, mouvement punk oblige, et il n'est pas très étonnant de voir Boulogne essayer de suivre ce modèle britannique.
Les artifices les plus divers sont d'usage dès 1980 au KOB afin de mettre l'ambiance : fumigènes, chlorate, corne de brume, écharpes, drapeaux, bâches, et autre voile. La première voile géante couvrant la tribune « bleue » (1er étage) du KOB entre en service en 1981. Côté chants, le KOB est très productif avec plus d'une centaine de chants et slogans différents en usage dès le début des années 1980.
Entre 1978 et 1985, la tribune Boulogne reste largement ouverte aux supporters adverses, et les incidents sont très nombreux avec ces derniers et aussi avec les forces de l'ordre. Ainsi, les supporters de la tribune Boulogne adoptent les habitudes des hooligans britanniques et défrayent rapidement la chronique ; les déplacements deviennent ingérables dès la saison 1981-82. C'est le début de la réputation de la tribune Boulogne comme une tribune dure. Cette réputation se confirme à l'été 1982 qui voit l'apparition en tribune des premiers skinheads. Au cours de ces années, les incidents vont en se multipliant.
C'est dans le virage Auteuil que se retrouvent massés les supporters du PSG à l'occasion de la finale de la Coupe de France 1982. C'est presque un match à l'extérieur pour le KOB qui peut alors compter sur 1 000 à 1 500 supporters. Ce match reste notamment dans les mémoires pour l'invasion du terrain par les supporters du PSG durant plus d'une heure. Basile Boli, alors fervent supporter du PSG, était du nombre.
Quelques mois plus tard, la politique radicale nationaliste et révolutionnaire fait son entrée dans le KOB avec l'arrivée de certains nouveaux membres, pour la plupart des skinheads aux tendances d’extrême-droite, dont Serge Ayoub (dit Batskin) qui sera plus tard à l'origine des Jeunesses nationalistes révolutionnaires. Bien qu’un bon nombre de groupe de supporter ne désirent traditionnellement pas afficher de tendance politique dans les stades, cette politisation naissante aux tendances extrémistes s’affirmera par la suite au sein de la tribune côté Boulogne. Influencés par le mouvement Hooligan illustré par les supporters anglais dans les années 1970, certains membres du KOB clament haut et fort leurs idéaux à coup de chants racistes, hostilité à l’égard de personnes de couleurs ou autres graffitis arborant des symboles fascistes et d’extrême droite.
La finale de l'UEFA à Bruxelles en 1985 est marquée par le drame du Heysel : plusieurs dizaines de personnes trouvent la mort dans un affrontement entre les supporters de Liverpool et ceux de la Juventus. Cet événement aura un fort retentissement médiatique et fera découvrir au grand public, francophone notamment, le problème du hooliganisme. À Paris, la tribune Boulogne est fermée aux supporters adverses et la seconde période en tribune G rouge est interdite au KOB. La combinaison de ces deux modifications va fixer le KOB dans la tribune Boulogne.

### Les vagues ultra puis casual
La saison 1985-1986 voit l'émergence du premier groupe Ultras : les Boulogne Boys. Cette association commence ses activités dès septembre 1985 et dépose ses statuts en décembre 1985. Les Boys profitent d'une série d'actions d'éléments incontrôlés du KOB en début de saison. Plusieurs stades, dont ceux d'Auxerre et Nice sont en effet vandalisés. Ces actions qui entraînent l'annulation de déplacements des supporters parisiens (au Havre par exemple en septembre 1985) sont sévèrement condamnées par des supporters du KOB et les Boulogne Boys profitent de ce fort sentiment de rejet, quelques mois après le drame du Heysel, pour voir le jour. Francis Borelli et l'ensemble du club, Luis Fernandez au premier chef, encouragent cette création. Très vite, pourtant, des problèmes de personnes éclatent chez les Boys, donnant le jour dès mars 1986 à d'autres groupes comme les Gavroches et les Firebirds. Ces divisions freinent alors l'ascension du mouvement ultra dans le virage Boulogne.
Serge Ayoub constituera le Pitbull Kop le 9 décembre 1989 et les premiers incidents sérieux auront lieu à Lille lors du LOSC-PSG de la même année. L’affiliation entre le Kop Of Boulogne et le mouvement nationaliste sera même explicitée à travers les colonnes du mensuel politique français Le Choc du Mois, où les partisans du Front national font régulièrement l’apologie de la tribune parisienne. À cette époque, les Jeunesses Nationalistes Révolutionnaires et leur fondateur Serge Ayoub sont étroitement liées à l’organisation Troisième Voie, un mouvement nationaliste français, ainsi qu’au Parti Nationaliste Français et Européen (PNFE) avec qui ils tenteront de fédérer et structurer des groupes de skinheads. Les groupes de supporters issus de la tribune Boulogne du Parc des Princes servent alors de vitrine aux mouvement d’extrême droite et sont instrumentalisés dans le but de recruter de jeunes supporters au sein de leurs rangs. Mais dans le même temps apparaissent de nouvelles générations, composées des casuals et des indépendants, qui sont loin de la caricature du skinhead nazi, même s'ils gardent cependant une sensibilité nationaliste prononcée.
Bien que certains catégorisent l’intégralité du virage Boulogne comme appartenant à l’extrême droite et au mouvement hooligan car influencés par des groupuscules tels que le Pitbull Kop ou le Commando Pirate entre autres, d’autres groupes affirmés tels que les Boulogne Boys se développent en adoptant des directives « non violentes et apolitiques ». De plus, la majorité des supporters du KOB n'appréciaient pas la démarche de certains de ses membres de vouloir politiser la tribune ainsi que les ratonnades organisées par ces mêmes personnes aux abords du Parc des Princes.
De nombreux incidents émaillent la tribune entre les tenants des écoles britanniques et italiennes mais aussi entre les « indépendants » eux-mêmes avec d'un côté les premiers casuals refusant tout tractage politique au sein de la tribune Boulogne et de l'autre les partisans du PNFE.
Cette distinction dans le choix de la représentation des idées politiques en tribune marque également la distinction entre les catégories de supporters et les modèles auxquels ils se réfèrent. Les indépendants d’un côté, proches du modèle de supportérisme anglo-saxon et du hooliganisme, sont qualifiés comme étant plus radicaux et préoccupés par la confrontation physique avec les supporters adverses ou la police. De l’autre côté, les Ultras se revendiquent proches du modèle Italien. Organisés en groupes structurés, ils sont préoccupés par la mise en place d’animations visuelles, sonores et de chorégraphies visant à apporter le soutien le plus infaillible à leur équipe favorite. Les ultras peuvent toutefois avoir recours à la violence mais celle-ci ne constitue qu’un moyen d’action parmi d’autres tandis que le hooliganisme se base principalement sur les actions violentes.

### L'ère Canal+
Le KOB lâche clairement Francis Borelli en 1990-1991 et pèse alors de tout son poids dans la balance pour provoquer un changement de direction. Depuis le titre de champion de France en 1986, en championnat, la moyenne de spectateurs baisse, rendant d'autant plus visibles et incontournables les réactions hostiles des hooligans. Si le PSG a perdu la moitié de ses spectateurs en cinq ans, le KOB fait de la résistance avec un effectif qui se stabilise au millier de membres actifs. Dans le même temps, l'OM connait une réussite sportive accompagnée d'une importante activité en tribune. Le KOB applaudit ainsi l'arrivée de Canal+ à la tête du PSG.
Avec l'arrivée de Canal+ aux commandes en 1991, le « problème Boulogne » est clairement en tête de liste. Afin de casser le KOB, Canal+ propose aux Ultras de s'installer dans le virage Auteuil, subventions à la clé. Supras, Lutèce Falco et autres Dragons (qui seront plus tard absorbés par les Tigris Mystic) en profitent pour voir le jour. Les anciens groupes de la tribune Boulogne comme les Boys, les Gavroches et les Firebirds restent à Boulogne. Mais certains de leurs membres et sympathisants acceptent la proposition du club. Le KOB perd alors une partie de ses effectifs. Cette scission réduit efficacement la violence dans le virage Boulogne, tandis qu'une rivalité s'instaure entre les deux tribunes. Les fouilles et contrôles désormais multiples sont mis en place pour limiter la violence. Un contrôle systématique d'identité est même instauré durant plusieurs saisons à Boulogne.
Pratiquant à l'occasion la mode du tifo, sans grand enthousiasme toutefois, les supporters du Kop of Boulogne radicalisent leurs chants avec l'opposition PSG-OM. « Cuits cuits cuits, les Canaris sont cuits » des années 1970 et 1980 est remplacé par le blasphème : « la Bonne-Mère est une salope ». Le KOB pratique également dans le détournement de chants adverses… Le chambrage de l'adversaire ne se limite pas à l'OM, mais seul ce club rival a droit à un traitement « gras ». Face à Lens, les fans parisiens se contentent ainsi d'un simple « Germinal ! Germinal ! Germinal ! ». En province, les supporters adverses ont droit à des « Paysan ! Paysan ! Paysan ! ». Les supporters bordelais sont rentrés dans le jeu, et ont bâché « Fier d'être paysan » puis, la saison suivante, « Paysans II : le retour ».
À noter qu'il existe une section féminine chez les Boulogne Boys, les Girls, depuis 1991, il s'agit du premier groupe ultra féminin fondé en France.

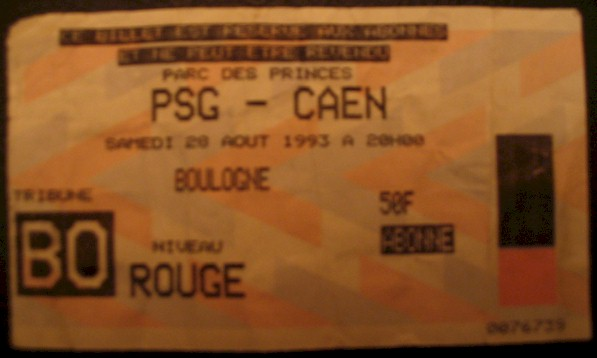
Billet en « Boulogne rouge » pour le match PSG - Caen du 28 août 1993.

Médiatisés, les incidents du PSG-Caen de l'été 1993 marquent les esprits : les supporters de Boulogne expulsent des CRS de la tribune. Le haut de la tribune étant en travaux, les supporters se retrouvent dans la section basse, en « Boulogne rouge ». Depuis l'origine du KOB, cette partie de la tribune avait toujours été négligée par les supporters ; on risquait d'y recevoir sur la tête les divers jets émanant du haut de la tribune. Cette période prend fin avec ce match PSG-Caen, et le refus de certains membres durs du KOB d'abandonner cette partie de tribune à la fin des travaux. C'est l'acte de naissance de « Boulogne Rouge ». La tribune Boulogne est alors scindée en cinq secteurs (2 en bas, 3 en haut), et jusqu'en 1998, d'énormes verrières barrent la tribune. Les contrôles avant d'accéder au Kop de Boulogne sont encore renforcés. La situation reste en l'état jusqu'à la Coupe du Monde.
Après des relations très froides avec la tribune d'en face, les relations avec Auteuil se réchauffent à la fin des années 1990. Cette bonne entente durera plusieurs années, permettant ainsi la mise en place de chants se répondant entre les deux tribunes. Mais, en mai 2003, une banderole des Tigris Mystic, « L'avenir est à nous ! », à l'occasion de leur dixième anniversaire met le feu aux poudres et déclenche une guerre entre ces derniers (mais aussi par moments le reste du Virage Auteuil) et les indépendants du KOB. La fin de saison est marquée par des bagarres violentes entre supporters parisiens. Le conflit se poursuit de façon ponctuelle la saison suivante, quelques dérapages ont lieu lors des déplacements, ce qui incite les deux camps à se radicaliser dans des idéologies très opposées.
Mettant de côté les divisions Boulogne-Auteuil, les supporters du PSG s'unissent à l'automne 2004 pour dénoncer notamment la nouvelle politique de sécurité du PSG. Un site web voit même le jour en janvier 2005, sous tutelle des associations de la tribune Boulogne et du Virage Auteuil. D'abord très complet, il ne décolle pas et ferme fin mars 2005. Les supporters maintiennent une grève des encouragements jusqu'au 14 mai 2005. La signature d'une convention exigée par les supporters entre eux et le club et l'éviction de l’entraîneur, du responsable de la sécurité puis du président désamorcent le conflit entre les supporters et le club. Mais dès lors les tensions entre les deux tribunes reprennent. Un conflit éclate entre les Tigris et les Boys et le problème s'étendra rapidement à tout le Kop de Boulogne (soutenu par les Karsud, un groupe d'Auteuil) qui relancera une guerre violente avec les Tigris. Ces derniers, isolés dans leur propre tribune, n'auront d'autre choix que de se dissoudre en 2006. Si cela réduit dans un premier temps les problèmes de violence entre supporters parisiens, les tensions avec le Virage Auteuil restent au plus haut et des incidents continuent à être relevés.

### Déclin et fin
Le 23 novembre 2006, Julien Quemener, un membre des Boulogne Boys de 25 ans, est tué par balle à l'issue d'un match de football contre le club israélien d'Hapoël Tel-Aviv. Défait 2-4 par les israéliens, certains supporters du KOB agacés prennent en chasse un supporter du club israélien. Un policier, Antoine Granomort, s'interpose et se retrouve face à la foule. Paniqué et bousculé, il sortit son arme et tira, blessant gravement un supporter parisien et tuant un autre.

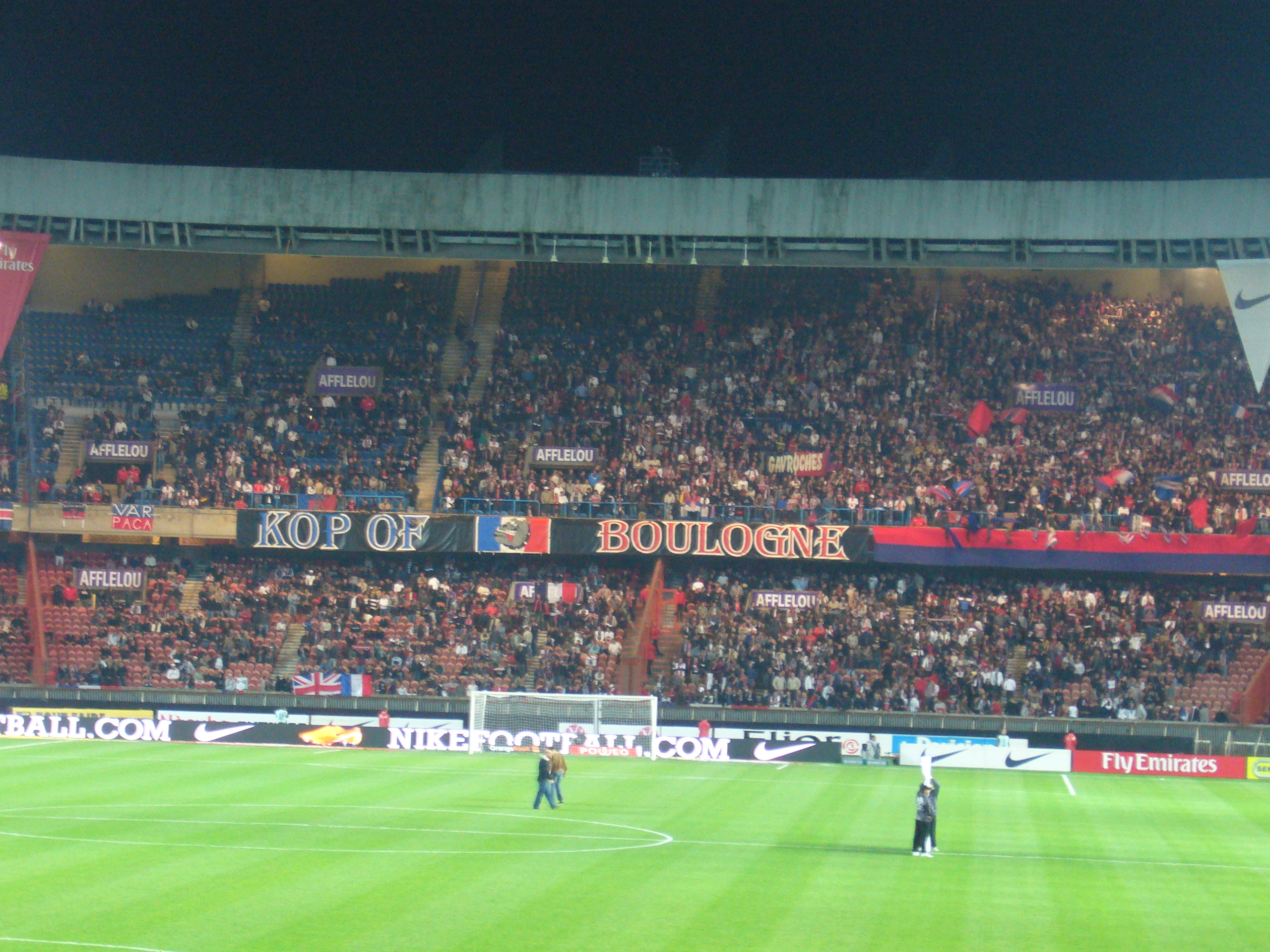
Paris-Grenoble, Le Kop of Boulogne présent au Parc des Princes en 2008.

Le 29 mars 2008, au cours de la finale de la Coupe de la Ligue contre le RC Lens, des supporters du PSG issus du Kop de Boulogne affichent pendant quelques minutes une banderole faisant allusion au film de Dany Boon : « Pédophiles, chômeurs, consanguins : Bienvenue chez les Ch'tis », déclenchant une série d'indignations. Certains membres des Boulogne Boys ayant participé à la confection de la banderole dans le local du groupe (sans avoir pour autant demandé l'avis ou l'autorisation des leaders), les Boys sont tenus pour responsable et le groupe ultra est dissous le 17 avril 2008 par décret.
L'année 2009 marque le retour de tensions extrêmes entre Auteuil et Boulogne. Cette fois-ci les indépendants du KOB prennent principalement pour cible les Supras qui n'hésitent pas à rendre coup pour coup. Les Authentiks de la tribune G, considérée comme une extension du Virage Auteuil, sont également pris pour cible. Les deux groupes ultras sont soutenus par la jeune association Grinta, avec qui ils entretiennent d'excellentes relations.

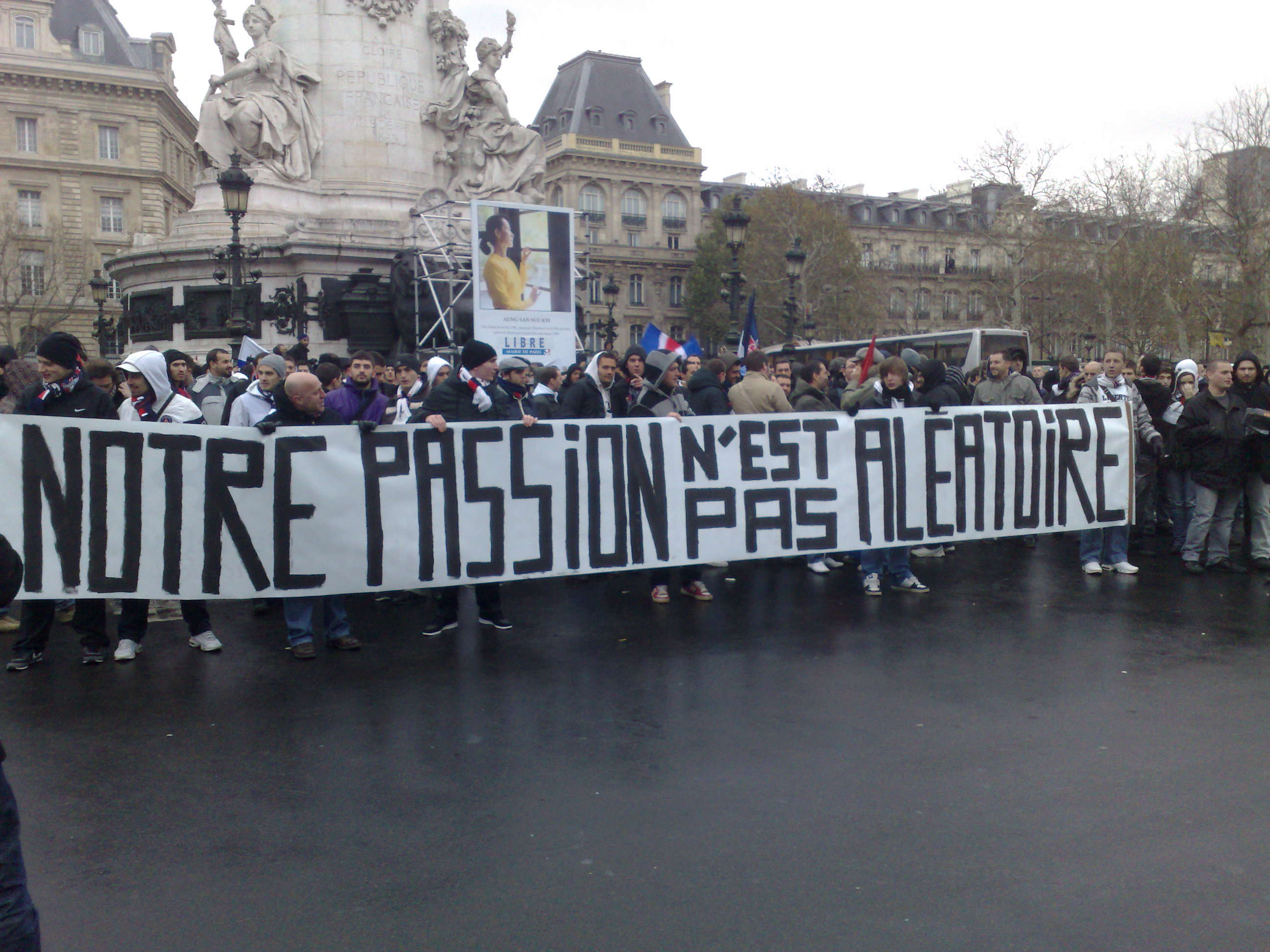
Des manifestations de supporteurs en décembre 2010 avec une banderole « Notre passion n'est pas aléatoire ».

Le 14 février 2010, soir de match entre le PSG et OM, a eu lieu une échauffourée entre certains membres du KOB et du VA, qui se sont retrouvés face à face devant la tribune des derniers et ce malgré la forte présence policière tout autour du stade. Après ce court affrontement, certains membres d'Auteuil se sont lancés à la poursuite de ceux qui les avaient attaqués. Yann Lorence, un des assaillants venus de Boulogne, s'est fait attraper. Celui-ci s'est fait lyncher et est décédé de ses blessures quelques semaines plus tard.
À la suite de ce triste évènement et des différents affrontements de plus en plus violents et fréquents entre certains pensionnaires du Kop de Boulogne et du Virage Auteuil, deux des trois principaux groupes hooligans du KOB sont dissous par décret des autorités publiques françaises. Il s'agit du Commando Loubard et de la Milice Paris. Robin Leproux, président du club, décide quant à lui de mettre en place un plan de sécurité dont la finalité est de pacifier les tribunes du Parc. La mesure principale en est la suppression des abonnements et le placement aléatoire, uniquement pour les tribunes G, K, Auteuil et Boulogne : la majorité des anciens abonnés de ces tribunes boycottent désormais le Parc des Princes.

## Virage Auteuil

### Les débuts
Contrairement à la tribune Boulogne située de l'autre côté du stade, la tribune Auteuil n'est pas très active au niveau de ses supporters jusqu'au début des années 1990, hormis de nombreux abonnés dès la fin années 1970, plus spectateurs que supporters. La partie basse de la tribune, surnommée « Auteuil rouge », fut, à l'occasion (PSG-Juventus 1983, par exemple), réservé aux supporters adverses. Une première tentative d'un supporterisme plus actif a lieu à la fin des années 1980. Le groupe Auteuil Fanatics voit ainsi le jour en 1989. Mais l'expérience est un échec et ce petit groupe disparaît dès 1991, au bout de deux années seulement d'existence.

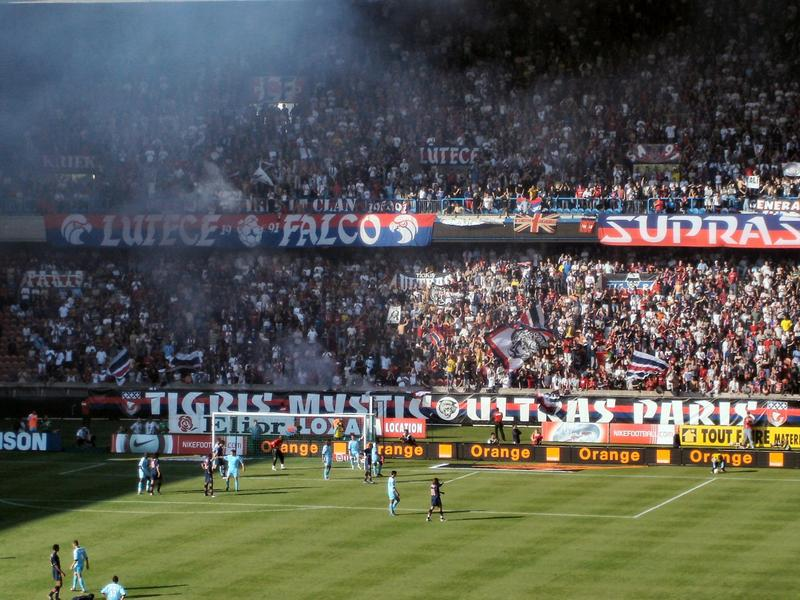
Le Virage Auteuil lors d'un match PSG - Caen en août 2004.

C'est à Auteuil que se retrouvent massés les supporters du PSG à l'occasion de la finale de la Coupe de France 1982.
Avec l'arrivée de Canal+ aux commandes en 1991, le « problème Boulogne » est clairement en tête de liste. Canal+ propose aux ultras de s'installer à Auteuil, subventions à la clé. Supras (1er groupe du Virage Auteuil, dès le 26 octobre 1991), Lutece Falco (après un crochet par la tribune K bleue à l'automne 1991) puis Dragons et Tigris Mystic en profitent pour voir le jour. Les anciens groupes de Boulogne, comme les Boys et les Gavroches, restent dans le Kop de Boulogne mais certains de leurs membres et sympathisants migrent à l'autre bout du Parc des Princes. Cette scission réduit efficacement la violence dans le Kop de Boulogne, tandis qu'une rivalité s'instaure entre les deux tribunes.
Contrairement au Kop de Boulogne, le Virage Auteuil prend comme modèle l'Italie et ses ultras, avec des animations des tribunes à l'occasion de l'entrée des joueurs sur le terrain. Lors de la demi-finale de coupe d'Europe contre l'AC Milan, la tribune organise une chorégraphie feuilles qui sera élue par la réputée société italienne T.I.F.O. (vente d'écharpes, t-shirts et autres matériel destinés aux supporters) comme le meilleur tifo européen de la saison 1994-1995.
En déplacement, les deux tribunes font jeu égal dans le nombre de membres. Boulogne est majoritaire jusqu'en 1995, rejoint ensuite par le Virage Auteuil. En effet, si les déplacements sont longtemps restés l'apanage des indépendants du Kop et des cars organisés par le club (supporters officiels), les associations systématisent de plus en plus l'organisation de cars de groupe, avec pour objectif d'être présents partout où le PSG joue. Pour les finales sur terrain neutre toutefois, Boulogne aligne toujours un contingent plus imposant que le Virage Auteuil.

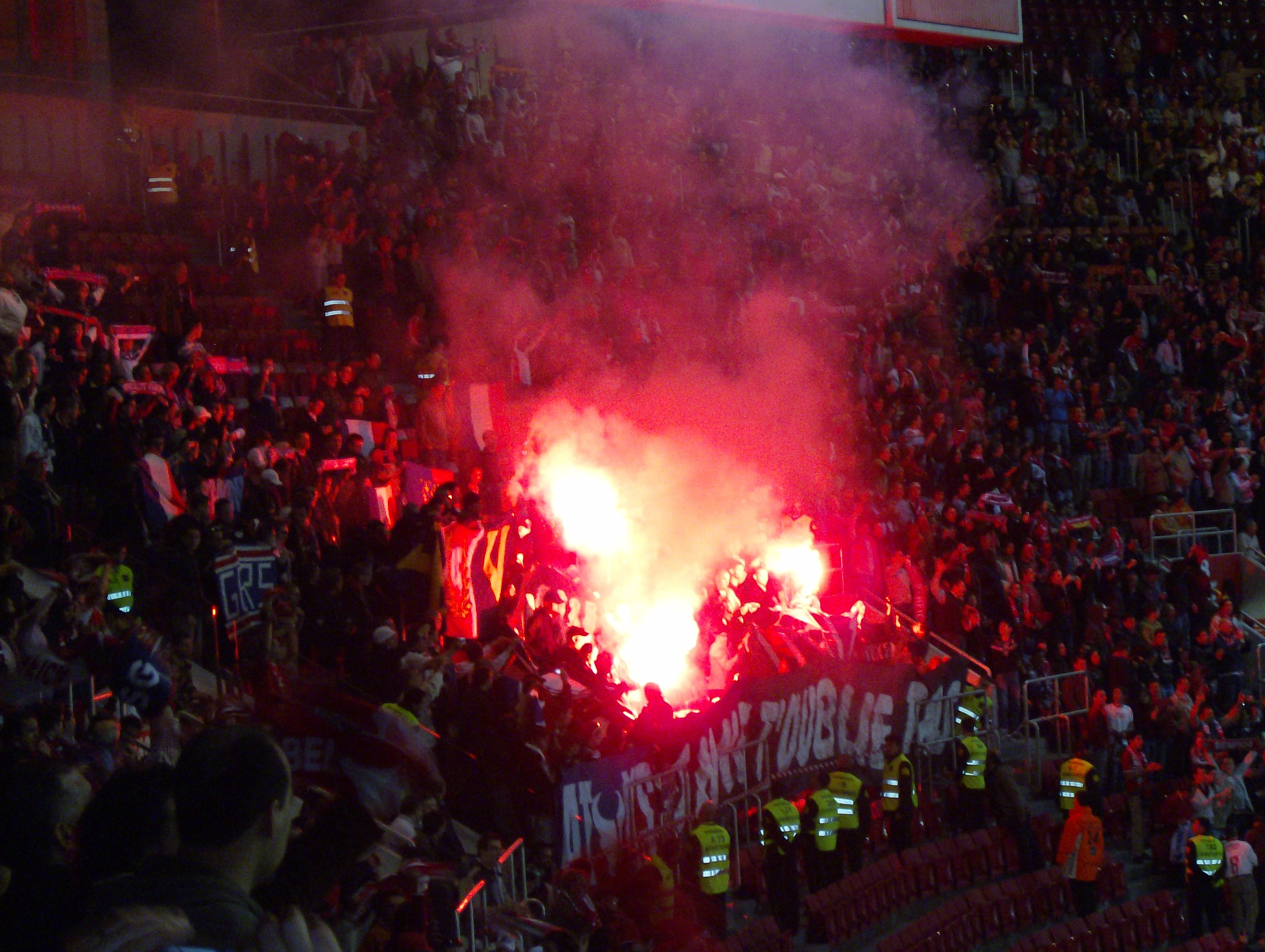
Match Benfica - PSG (UEFA 2006/2007).

Après l'abandon du versement de subventions par le club en 1997, le Virage Auteuil découvre l'indépendance, avec un léger réchauffement des relations Boulogne-Auteuil. Un des signes du rapprochement est la mise en place de chants en écho entre les deux tribunes, impensable avant cette date (PSG-Toulouse en 2000).

### L'ascension
Aux alentours de l'an 2000, un projet tente d'unir les principales associations du Virage Auteuil afin de former un Collectif Virage Auteuil ou C.U.R.V.A (Collectif Ultras Rassemblant le Virage Auteuil - la Curva veut dire « virage » en espagnol, italien et portugais). Son but est de permettre à la tribune de disposer de plus de fonds pour les tifos, et de poids face au club. Cependant, le projet n'aboutira pas, certaines associations préférant l'indépendance (Lutece Falco & Tigris), et celui-ci n'étant réalisable qu'avec l'ensemble des groupes. Les premières tensions apparaissent entre les pros-VA et les anti-VA.
En mars 2001, le  Paris SG, d'ores et déjà éliminé de Ligue des champions, reçoit « pour l'honneur » le club turc de Galatasaray, réputé pour ses supporters passionnés. Les premiers incidents éclatent hors du stade, lorsque des supporters turcs sont agressés par des hooligans. Ainsi, durant le match des petits incidents éclatent entre le haut de la tribune Auteuil Bleu et la partie jouxtant la tribune F, injures de part et d'autre, jet de bouteilles d'eau. Mais c'est la tentative d'arrachage de la bâche « Supras For ever » des supporters turcs de la tribune G qui va mettre le feu aux poudres. Les supporters du PSG, déchaînés, cassent la barrière séparant les deux camps et, bien plus nombreux, agressent physiquement les Turcs. Un groupe de cinquante hooligans s'introduit dans le stade et envahit la tribune G ; les agents de sécurité attendent pendant un quart d'heure les renforts des forces de l'ordre pour intervenir. Après cette rencontre, de nombreux supporters du PSG seront interdits de stade, voire, pour certains, condamnés à de la prison. Le PSG sera quant à lui condamné à disputer deux matchs européens dans un rayon de plus de 500 kilomètres et à une forte amende. Le PSG purgea sa peine au Stadium de Toulouse pour ses matchs de Coupe Intertoto à l'été 2001.
Les relations inter-groupes d'Auteuil semblent être au beau fixe, l'ensemble des groupes de la tribune parvenant à s'unir pour défendre des idéaux communs, tel que le retour du maillot historique bleu-blanc-rouge-blanc-bleu initié par Daniel Hechter lors d'un PSG-Lille à l'orée de la saison 2001-2002.
Après une longue période de guerre puis une phase de détente, la guerre Boulogne-Auteuil se rallume en mai 2003 lors d'incidents à Auxerre. Ce match fait suite à la réception de Rennes au Parc des Princes, rencontre placée sous le signe du 10e anniversaire des Tigris Mystic. Parmi les diverses animations, une banderole géante : « l'avenir est à nous » ; crispations au Kop de Boulogne qui pour la première fois sent son hégémonie remise en cause et fragilisée. La réponse ne se fait pas attendre. Trois jours après, pour le dernier match de la saison, les Parisiens se déplacent à Auxerre. Les Tigris sont fortement représentés en tribunes et « poursuivent » les festivités de leurs dix ans. Peu avant la mi-temps, les indépendants du Kop de Boulogne descendent à l'étage inférieur du parcage (Boulogne étant en haut, Auteuil en bas) et s'en prennent immédiatement aux Supras sous le regard des Tigris dans la confusion la plus totale. Le contingent d'indépendants ce jour-là avait vu le retour de bon nombre d'anciens du Kop. De plus, bon nombre de Supras reprocheront par la suite l'attitude des Tigris. L'épilogue de cette fin de saison mouvementée se déroulera au Stade de France pour la finale de la Coupe de France 2003 où Auteuil et Boulogne occupent la même partie de tribune. Les incidents ne tarderont pas, Boulogne est à l'initiative de la charge contre les viragistes qui, une fois n'est pas coutume, se montreront parfaitement unis (à l'exception des Karsud, neutres jusqu'alors) et prendront une petite revanche sur la violente intrusion des indépendants la semaine précédente au stade l'Abbé-Deschamps.

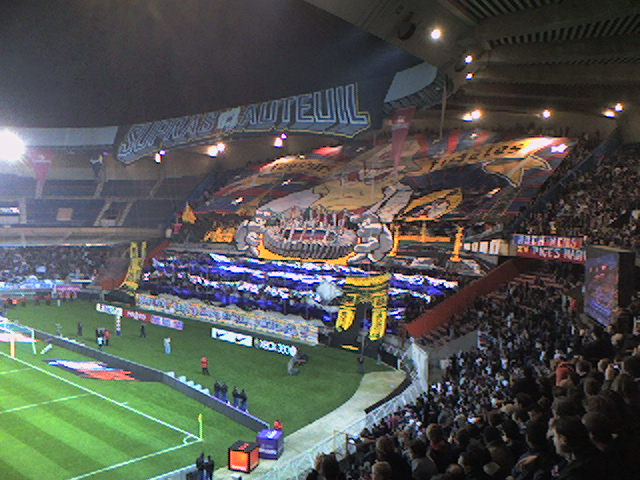
Le tifo des Supras Auteuil pour les 15 ans du groupe de supporters, le 18 novembre 2006.

La rivalité apparaît entre l'association des Tigris Mystic et Boulogne, tandis que d'autres préféreront rester plus ou moins neutres (Lutece Falco, Authentiks, Supras et consorts). Cette crise ne dure pas malgré quelques dérapages en déplacement durant la saison 2003-2004 (incidents au Mans et Strasbourg, puis apparition des séparations Auteuil-Boulogne lors de la finale de la Coupe de France au Stade de France contre Châteauroux en mai 2004). En 2004-2005, l'union de l'ensemble des associations du Parc contre la politique de sécurité engagée par les autorités et le club évitera les tensions. Cette saison verra cependant quelques incidents majeurs lors d'un PSG-Metz fin 2004 où une centaine de fumigènes et de fusées seront allumés et certains lancés sur la pelouse. Le club sera ainsi condamné à disputer un match à huis clos au Parc des Princes contre Bastia en février 2005. Lors du déplacement à Saint-Étienne, près de 400 supporters du PSG seront même contraints de rester sur le parking du stade car ceux-ci refusaient le principe de billets nominatifs avec présentation de la Carte Nationale d'Identité.
Les incidents inter-groupes reprennent en septembre-octobre 2005 (au Mans & à Auxerre), et se multiplient en Île-de-France (avant PSG/Nantes & après PSG/Nancy et Le Mans/PSG) et à l'extérieur jusqu'en janvier 2006. Lors d'un déplacement à Lens pour affronter Vermelles en Coupe de France, le bus des Tigris est attaqué par des indépendants de Boulogne et des Karsud. Les Tigris décident alors de mettre leur association en sommeil en janvier 2006 afin d'être déchargé de tout matériel superflu et ainsi répondre au mieux aux violences des indépendants.
Les Boulogne Boys sont souvent, à tort, présentés comme l'association la plus impliquée, mais ce sont plutôt les indépendants de la tribune Boulogne, qui ne supportent pas qu'une association relativement récente affichent des messages du type : « L'avenir est à nous ! ». De plus, une grande partie des membres des Tigris sont issus de l'immigration et bon nombre d'entre eux sont de plus en plus impliqués dans la mouvance "anti-facho". Alors qu'en face, les indépendants Boulogne sont ouvertement nationalistes et anti-immigration. Malgré la mise en sommeil des Tigris, les incidents se poursuivent. Lors du déplacement à Nantes en mars 2006, des Tigris, venus en voitures, attaquent des casuals du Kop de Boulogne dans une station service. Quelques semaines plus tard, la dissolution est annoncée le 27 juillet 2006.

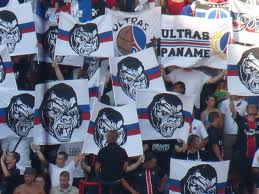
La Grinta, ancienne association occupant Auteuil Rouge

Symbole de la différence culturelle qui sépare les tribunes Boulogne et Auteuil, les coursives du Virage Auteuil étaient entièrement taguées et graffées de 2005 à 2010 (fresques orientées style hip-hop en rouge, alors qu'en bleu le style ressemble plus à de la bande dessinée) tandis que l'arrière-boutique du Kop est plus « britannique ». Cependant, à la suite d'une saison délicate dans les relations entre le club et ses supporters à cause notamment d'un fait tragique (un supporter parisien est décédé dans la nuit de mercredi 17 à jeudi 18 mars 2010, après un tabassage le 28 février 2010 en marge d'un match Paris Saint-Germain - Olympique de Marseille), la direction du PSG a changé la politique d'abonnement du club et a fait repeindre les coursives du virage Auteuil afin d’en faire disparaître les fresques et les tags, dont certains dédiés à des supporters décédés.
Depuis l'hiver 2008, un petit groupe sans étiquette particulière, dont une bonne partie est issue de l'ancienne association Tigris Mystic, tente de redonner vie à Auteuil rouge en reprenant les chants de l'étage, mais aussi à l'aide de drapeaux et étendards, et se déplace très régulièrement. Communément appelé Auteuil Rouge jusqu'à l'été 2009, le groupe prend alors le nom de Grinta Paris et adopte une tête de gorille en guise de logo (voir image). Suivant la tendance du Virage, les Grinta ont orienté la tribune vers le style ultra avec un capo, des tifos, étendards au nom du groupe, pyrotechnie, etc. Les membres de la Grinta entretiennent d'excellentes relations avec les Supras et les Authentiks.

### La chute
L'année 2009 marque le retour de tensions extrêmes entre Auteuil et Boulogne. Cette fois-ci les indépendants du KOB prennent principalement pour cible les Supras qui n'hésitent pas à rendre coup pour coup. Les Authentiks de la tribune G, considérée comme une extension du Virage Auteuil, sont également pris pour cible. Les deux groupes ultras sont soutenus par la jeune association Grinta, avec qui ils entretiennent d'excellentes relations.

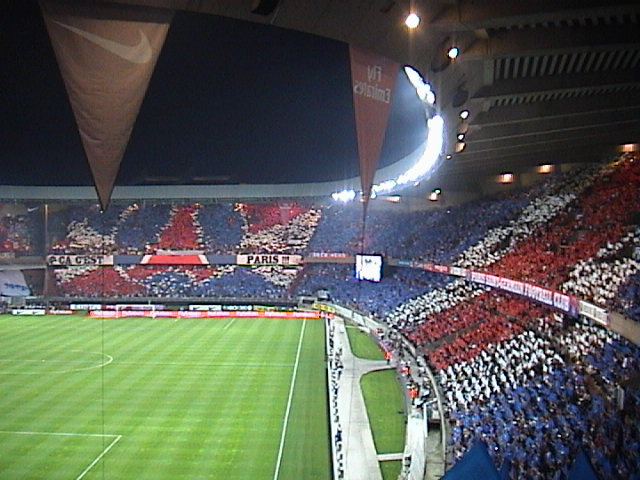
PSG - OM le 28 février 2010, un Tifo au couleurs de Paris.

Le 28 février 2010, soir de match entre le PSG et OM, une échauffourée a lieu entre des membres du KOB et du VA, qui se retrouvent face à face devant la tribune du VA ce malgré la forte présence policière tout autour du stade. Après ce court affrontement, certains membres du VA se lancent à la poursuite de leurs assaillants du KOB. L'un de ces derniers, Yann Lorence, se fait prendre et lyncher: il décède de ses blessures quelques semaines plus tard.
À la suite de ce triste évènement et des différents affrontements de plus en plus violents et fréquents entre certains pensionnaires du Kop de Boulogne et du Virage Auteuil, les pouvoirs publics français décident de la dissolution des groupes ultras impliqués dans les affrontements récurrents entre les deux tribunes. Sont ainsi concernés par une dissolution forcée : les Supras Auteuil, les Authentiks, et la Grinta. Robin Leproux, président du club, décide quant à lui de mettre en place un plan de sécurité dont la finalité est de pacifier les tribunes du Parc. La mesure principale en est la suppression des abonnements et le placement aléatoire, uniquement pour les tribunes G, K, Auteuil et Boulogne : la majorité des anciens abonnés de ces tribunes boycottent désormais le Parc des Princes.

## Les tribunes latérales

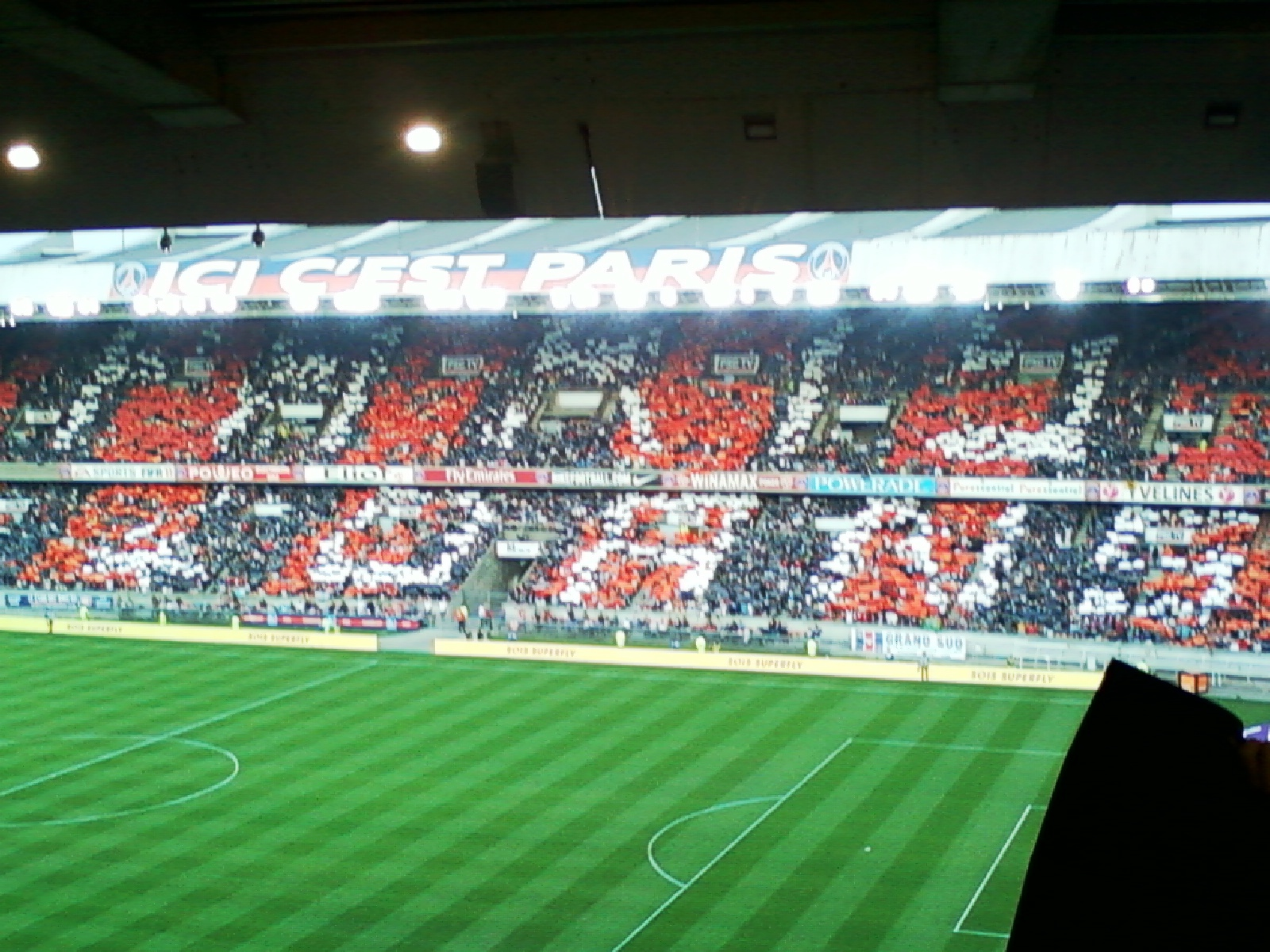
Tifo « Paris 40 ans » lors du match PSG-LOSC en 2011.

Le supportérisme actif des tribunes latérales n'a jamais suscité un véritable engouement chez les fans parisiens. Dans la première moitié des années 1990, les Capitals (en Tribune A) et autres Incorrigibles Gaulois (en Tribune K) avaient bien tenté l'expérience mais sans franc succès. Apparus dans le milieu des années 1990, les Hoolicool (en K rouge) ainsi que les Titi-Fosi (en A bleu) n'ont jamais réussi à fédérer complètement leur tribune ou à imposer un style là où Auteuil et Boulogne s'expriment chacun dans un registre assez différent.
Un sursaut d'activité est à noter en 2001, lorsque quelques supporters issus de différentes composantes du Parc des Princes décident de continuer l'ambiance du Virage Auteuil en tribune G bleu. C'est ainsi qu'en janvier 2002 né le groupe ultra « Authentiks ». Tribune assez hétéroclite, car jusqu'alors composée de supporters sensibles aux animations et à la ferveur du Virage mais aussi de spectateurs passifs voire, sur certains matchs, de « supporters » adverses n'hésitant pas à provoquer Auteuil. Devenue rapidement officielle aux yeux du Paris Saint-Germain, les Authentiks connaissent en quelques années une progression assez impressionnante (nombre de membres, animations, matériel, etc.) sous l'aile du Virage Auteuil et plus particulièrement des Supras avec qui ils entretiennent d'excellentes relations. En 2003 apparaît les Puissance Paris. Après des tentatives infructueuses en I rouge, puis en H rouge, les membres de ce groupe investissent la tribune G rouge mais ne connaissent pas la même progression que leurs voisins de l'étage, les Authentiks.

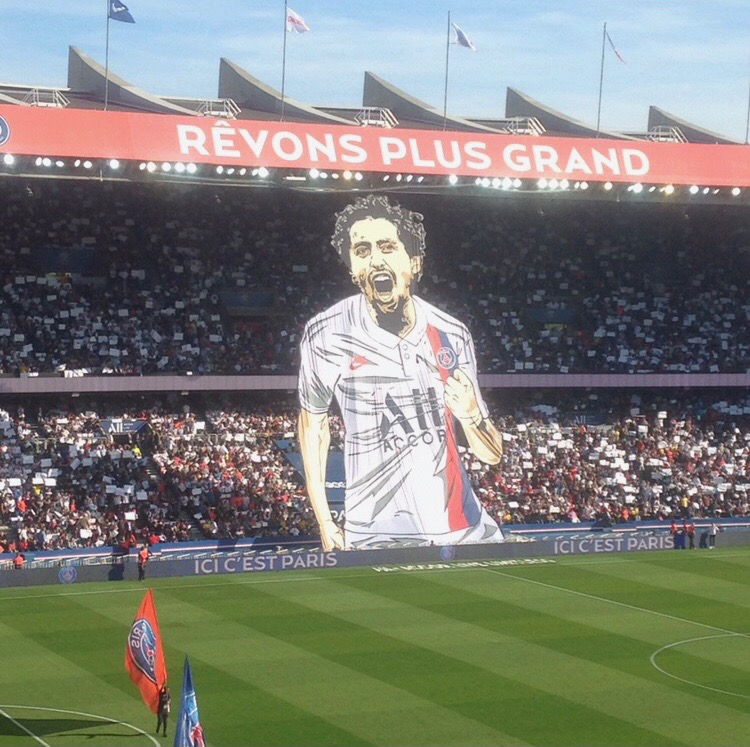
Tifo « Marquinhos » lors du match PSG-RCSA en 2019.

Nés peu avant le regain des tensions entre le Virage Auteuil et le Kop of Boulogne, ces associations restent neutres et passives face aux divers incidents même si elles sont parfois victimes de « dommages collatéraux » liés aux affrontements surtout à l'extérieur. Les Authentiks (ATKS) et les Puissance Paris (PSP) fonctionnent sur le modèle associatif d'Auteuil à savoir qu'ils suivent la tendance « ultra » italienne : chants en continu, pyrotechnie, bâche visible à domicile comme à l'extérieur, drapeau, tifo, etc., et leur composition est largement cosmopolite.
À la suite de la disparition des Tigris Mystic en 2006, les groupes de la tribune G (surtout les Authentiks du fait de leur nombre) sont de plus en plus souvent assimilés à Auteuil et subissent au même titre les menaces en provenance du Kop de Boulogne. Il est à noter qu'ils sont également de plus en plus présents lors des dernières confrontations : une forte solidarité entre les Authentiks et les Supras Auteuil existe, mettant quelque peu à l'écart les Lutèce Falco souvent neutres dans ces tristes événements.
En fin d'année 2006 est apparue en tribune K bleu la Brigade Paris (Brigade Diabolik à l'origine), association reconnue presque immédiatement comme officielle par le club. Inscrite dans la mouvance ultra, la Brigade Paris est apolitique.

## Le plan sécurité deRobin Leproux– La fin d'une ère
Alors que tout déplacement de supporters parisiens est interdit à partir de février 2010 via des arrêtés préfectoraux interdisant la présence de supporters parisiens dans la ville où se déroule le match, les associations d'Auteuil se mettent en sommeil. Le 8 mai 2010, alors que le PSG fête les 14 ans de sa victoire en Coupe des Coupes en 1996, le quotidien Le Parisien révèle l'application d'un plan sécurité visant à pacifier le Parc des Princes. Les principales mesures sont la disparition des abonnements, le placement aléatoire pour l'achat des billets en tribune Auteuil, Boulogne et G, la disparition de la vente des places en tribune latérale et l'apparition de grilles de séparation en tribune Auteuil Rouge et Bleu.

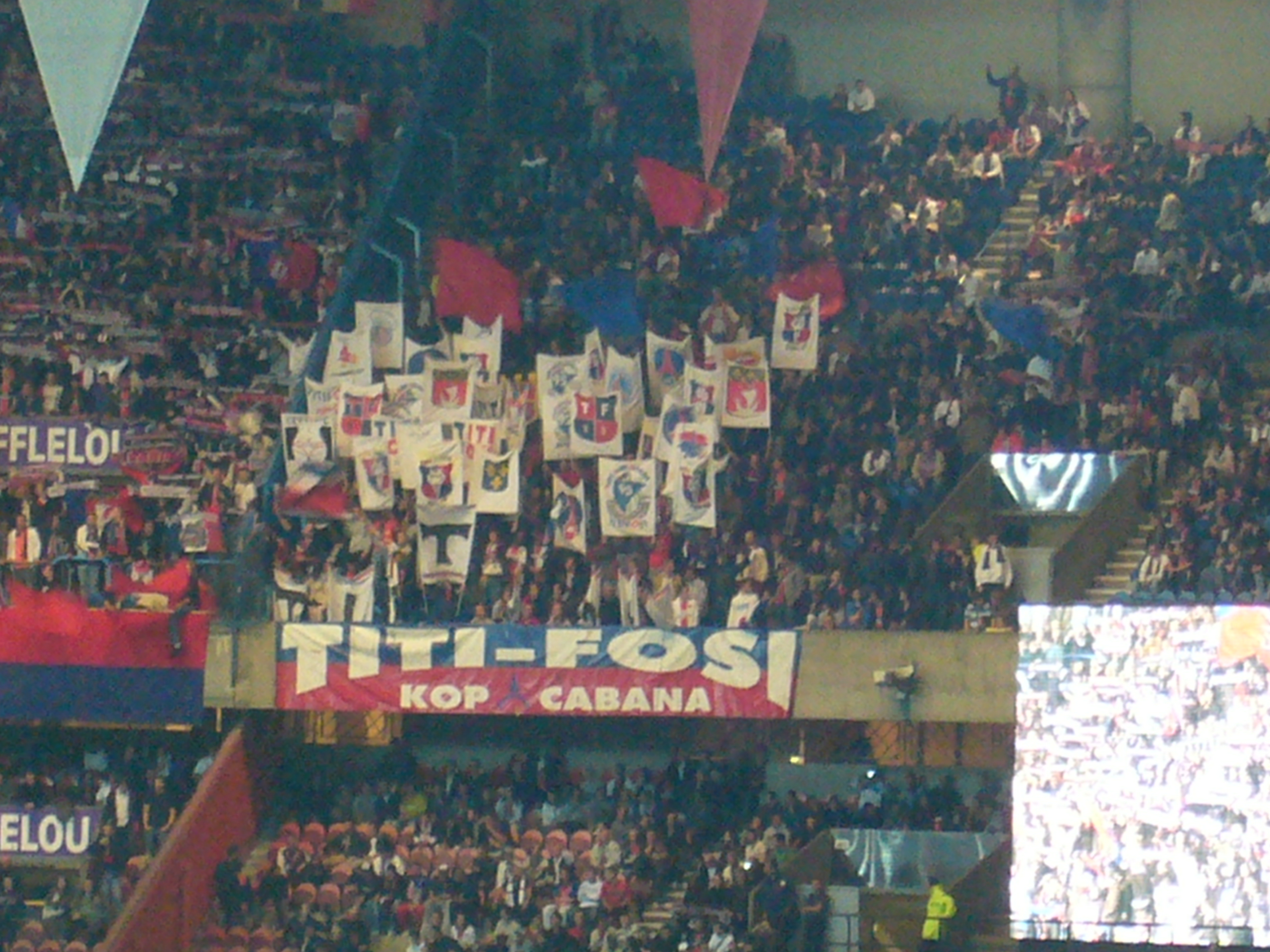
Les Titi-Fosi, plus discrets que les ultras de Boulogne et d'Auteuil ils réussissent à conserver leur place lors du plan Leproux.

Une cinquantaine de supporters parisiens se rejoignent immédiatement devant le siège et demandent de rencontrer des responsables. En vain, ils sont rapidement encerclés par la police qui procède à des vérifications d'identité et interpelle une partie du contingent.
Le match Paris SG/Montpellier du 15 mai 2010 marque la fin d'une période. Afin de protester face à l'arrivée du plan, un millier de Parisiens effectuent une marche peu avant le match. Le match est l'occasion pour l'ensemble des pensionnaires des deux tribunes historiques de clamer leur hostilité envers le président Leproux. À la 75e minute, des dizaines du fumigènes sont allumées au sein du Virage Auteuil et sont jetées sur la pelouse. C'est le début du baroud d'honneur des viragistes qui assureront une ambiance impressionnante. À la fin du match, un sit-in est alors assuré. Une partie des abonnés du Virage Auteuil et de la tribune G reste spontanément à leur place et refuse de quitter les lieux. Pareil côté Boulogne. Sous la pression des stewards, les résistants sont évacués peu après minuit.
Le plan sécurité est annoncé officiellement durant la période estivale 2010. Les différentes entités appellent alors au boycott du Parc des Princes. Certaines continuent malgré les arrêtés préfectoraux leur interdisant toute présence de supporters parisiens à l'extérieur, à se déplacer, se positionnant au sein des tribunes locales, la tribune visiteurs étant réservée uniquement aux personnes ayant effectué le déplacement officiel.
Le collectif « Paname United Colors » (PUC), qui rassemble la majorité des membres des associations d'Auteuil dissoutes par les pouvoirs publics (Supras Auteuil, Authentiks et Grinta) ainsi que les Puissance Paris, appelle de son côté le boycott total des matchs du Paris Saint-Germain, à domicile au Parc des Princes comme à l'extérieur. Bien que certains ex-Lutèce Falco se soient réabonnés en tribune latéral, la majorité des anciens membres boycottent le Parc des Princes même si certains d'entre eux continuent de faire des déplacements.

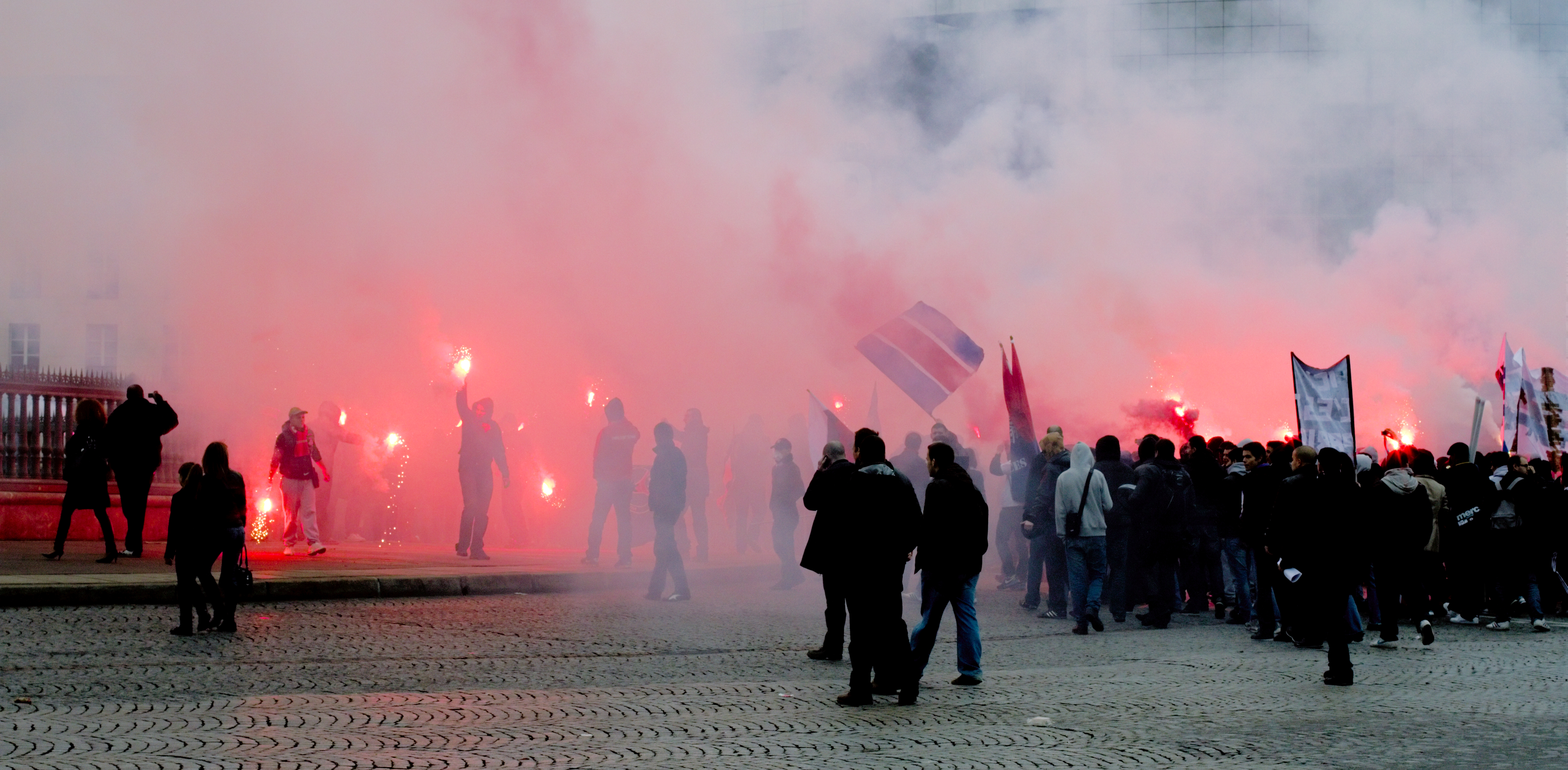
Les supporteurs protestant contre le club en mars 2011.

Dès juillet 2010, l'association « Liberté Pour les Abonnés » (LPA) voit le jour avec pour objectif de réunir tous les supporters parisiens virés du stade et voulant retrouver le Parc des princes. Regroupant des supporters du Virage Auteuil et du Kop of Boulogne qui n'appartenaient à aucun noyau de groupe, elle organisera aux côtés de certaines associations d'Auteuil encore actifs (Karsud, K-Soce Team et Microbes Paris) des contres parcages (regroupement de supporters extérieurs en dehors de la zone prédestiné aux supporters visiteurs) pendant plusieurs années. Elle deviendra plus tard un groupe ultra et s'ouvrira à de nouveaux membres qui n'étaient pas abonnés au stade.
D'autres groupes « issus de la contestation » verront le jour durant les années qui suivent et rejoindront les différents contres parcages et actions contre la politique du club :
- « Lista Nera Paris » qui à la base est une fusion en 2009 entre deux PSG Fan Clubs (PSG Club Suisse et Section Nord Est) mais qui est entré dans la contestation et a commencé à réunir des anciens membres des deux tribunes (Auteuil et Boulogne) ainsi que d'autres supporters de tout âge venants des 4 coins de la France, Suisse et même Angleterre ;
- « Le Parc C'était Mieux Avant - LPCMA » (octobre 2010) qui réunit quelques anciens abonnés d'Auteuil Bleu qui n'étaient pas affiliés à des groupes de supporters ;
- « Les Brothers » dont les membres sont des anciens abonnés du Virage Auteuil ou de la Tribune G n'ayant aucun lien avec les anciens groupes ;
- « Nautecia - NTC » (mai 2012) ;
- « Le Combat Continue - LCC » (septembre 2012) qui a été fondé sur le même modèle que Liberté Pour les Abonnés ;
- « Parias Cohortis » (2013) qui est un regroupement d'anciens membres du Virage Auteuil.

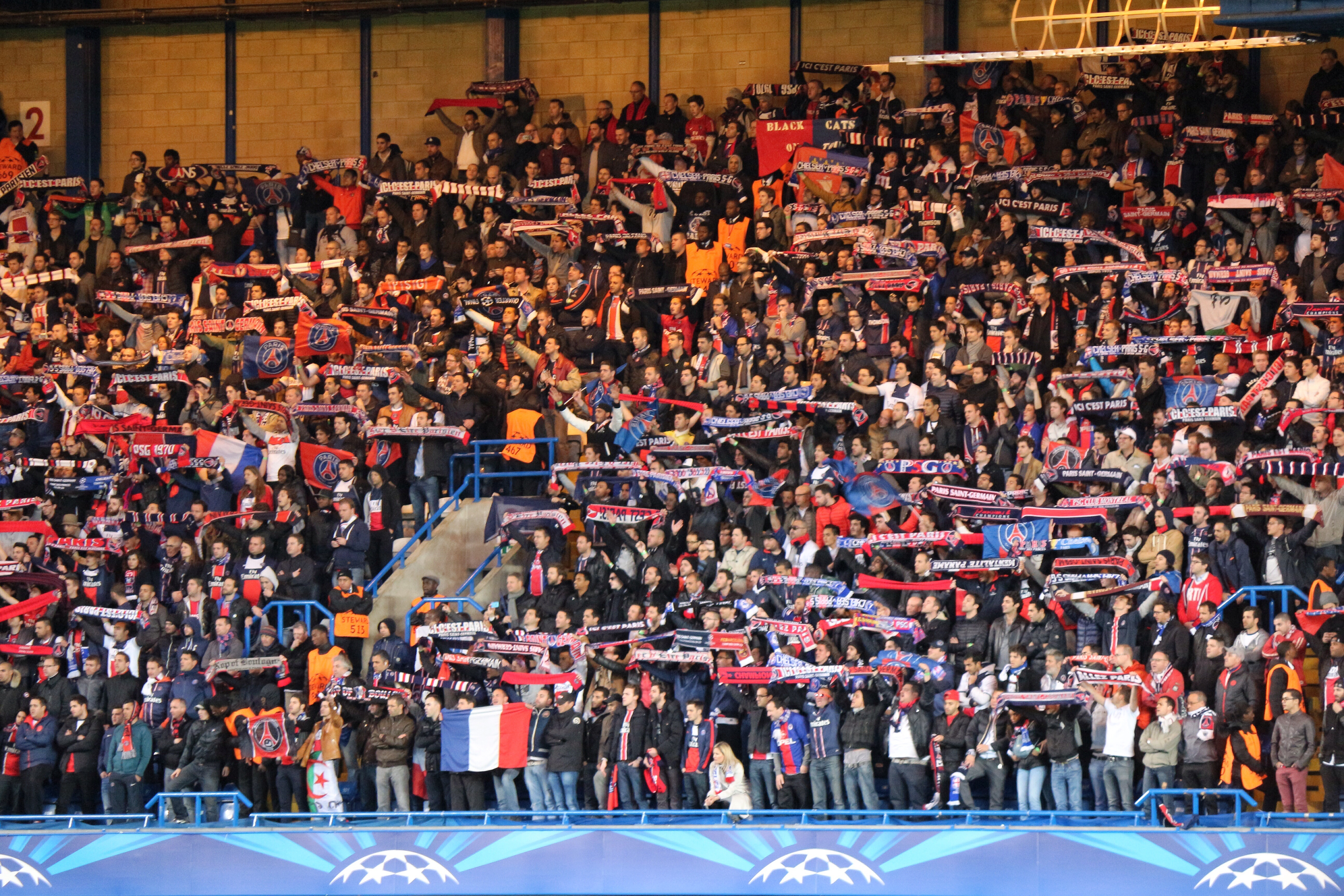
En 2011, les supporteurs parisien commence à reprendre leurs libertés dans le stade

Les anciens abonnés du Kop of Boulogne voulant se faire entendre se sont réunis sous la bannière « Tribune Boulogne » et ont mené plusieurs actions au Parc et en déplacement souvent aux côtés de la K-Soce Team (un groupe issu du Virage Auteuil). Une partie des anciens membres du Commando Loubard et de la Milice Paris ont quant à eux créé une nouvelle entité d'indépendants, la « Catégorie D », après que leurs groupes respectifs se soient faits dissoudre par décret. La Catégorie D ne se rend au stade (à domicile ou à l'extérieur) que pour les matchs européens et semble avoir mis de côté les différents avec les anciens pensionnaires du Virage Auteuil (ils ont notamment été aperçus se battant aux côtés des Karsud et de certains membres de la K-Soce Team contre des supporters étrangers les jours de matchs européens du PSG).
Certains matchs au Parc des Princes sont par ailleurs l'occasion pour certains groupes de pouvoir contester le plan au sein même du Parc : Paris SG/Rennes est l'occasion pour les anciens supporters du Kop de Boulogne de contester le plan. Ils se positionnent en tribune J Rouge. Paris SG/Monaco concernera Boulogne (toujours en J Rouge) et également une partie de la tribune Auteuil au sein de la tribune H (Rouge et Bleu).
Durant l'été 2011, le PSG change d'actionnaire : Colony vend le club au fonds d'investissement QSI. Robin Leproux est démis de ses fonctions. Le plan sécurité reste inchangé, excepté la réapparition des abonnements (toujours en aléatoire). Concernant les matchs à l'extérieur, il est de nouveau possible d'acheter des places en tribune visiteur de manière individuelle.
Dès le 1er match, deux anciennes sections des Supras Auteuil (K-Soce Team et Microbes Paris) investissent la tribune H Bleu bas afin de contester le plan sécurité. La K-Soce Team a d'ailleurs su particulièrement fédérer au cours de cette période de contestation, attirant dans leurs rangs de nombreux anciens viragistes ainsi que de jeunes supporters souhaitant découvrir le monde Ultra.

## Renaissance du Virage Auteuil

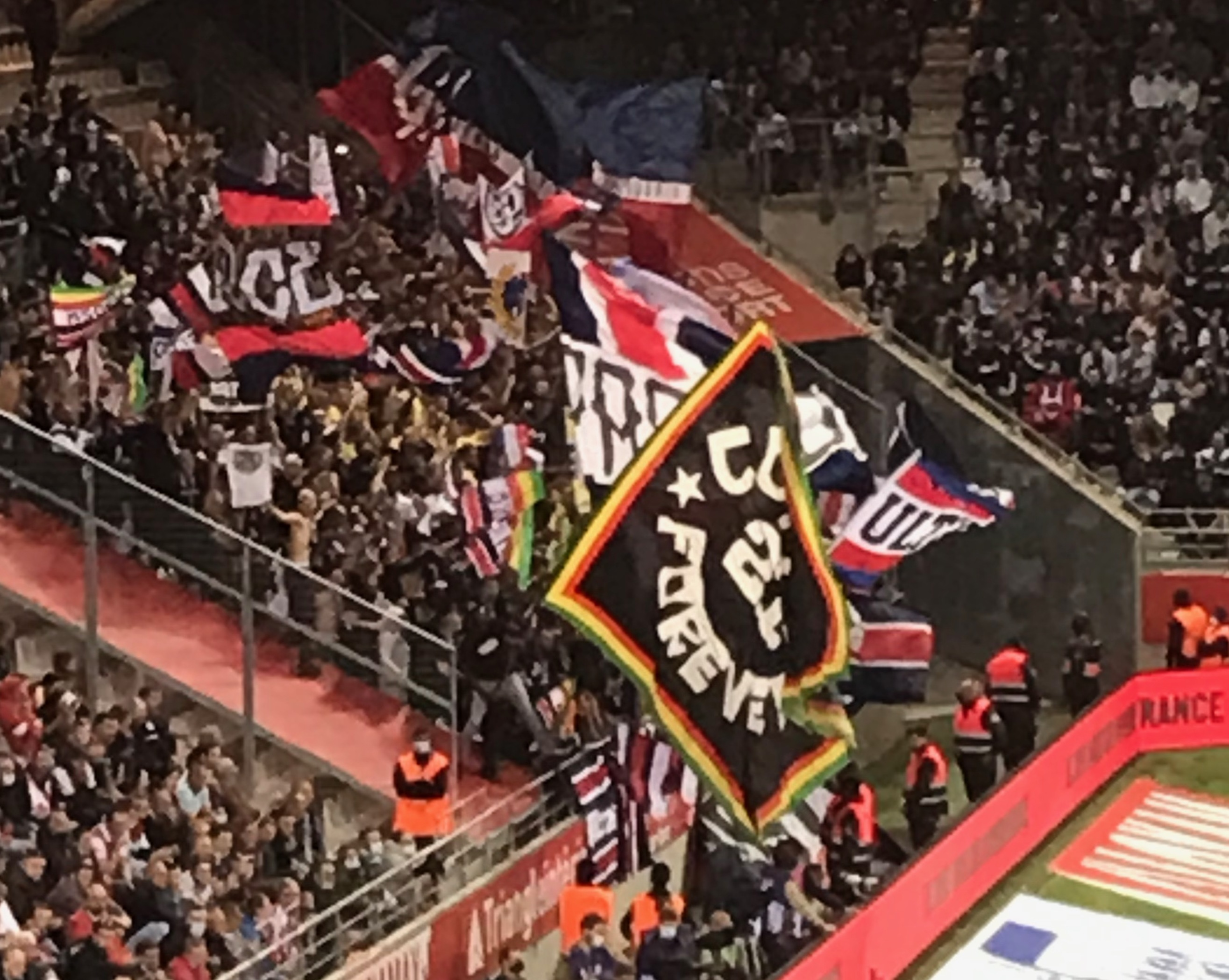
Le parc de supporteurs parisien lors du match en déplacement au Stade Auguste-Delaune en août 2021.

Début 2016, sur l’idée d’un leader Microbes, les différents groupes de supporters du PSG décident de s'associer derrière la même bâche : le Collectif Ultras Paris. On a alors assisté à une union de groupes d'Auteuil toujours actifs (K-Soce Team, Microbes 2006 et Karsud) et d'autres groupes contestataires formés après la mise en place du Plan Leproux rassemblant des anciens abonnés en provenance de toutes les tribunes du Parc des Princes (Liberté pour les Abonnés, Nautecia, Le Combat Continue, Lista Nera Paris, Parias Cohortis) soit 600 à 700 personnes en tout. Ils sont rapidement rejoint à titre individuel par d'anciens abonnés d'Auteuil, de la tribune G et de Boulogne, ainsi que par de nombreux jeunes supporters (pour certains déjà abonnés au Parc à ce moment-là), pour un total de 800 nouveaux membres à l'issue de la première assemblée générale du CUP fin avril 2016. L'objectif avec la création de ce collectif est de montrer la solidarité inter-groupe, pour reconquérir le Parc des Princes, où ils ne peuvent plus mettre les pieds depuis la mise en place du plan Leproux en 2010.
En mars 2016, le collectif bloque le bus de l'équipe en partance pour Troyes afin de discuter avec Laurent Blanc, l'entraîneur en place, sur l'annulation des 500 places achetées en vue du match. Deux semaines plus tard, le CUP s'invite lors d'un match Troyes-Angers pour se faire entendre. Ces actions font connaître du grand public le Collectif qui compte plus d'un millier de membres à la fin de la saison 2015-2016. Le 1er octobre 2016, après plusieurs mois de négociations en interne, la préfecture de Paris autorise une centaine de membres du groupe à entrer dans le Virage Auteuil lors de la réception de Bordeaux (2-0), tout en bloquant cependant certains leaders à l'entrée du stade. Le nombre d'ultras autorisés à se rendre au Parc des Princes augmente petit à petit au fil des matchs jusqu'à que l'ensemble du CUP finisse par pouvoir y accéder. Le club les aide par la suite à tous se réunir au sein de la tribune Auteuil.
Le 11 août 2017, le collectif et les dirigeants signent une convention permettant le retour des abonnements pour les Ultras dans la tribune Auteuil. Pour la saison 2017-2018, environ 2 800 membres du CUP sont recensés au Virage Auteuil. Cette saison permet d'amorcer la renaissance des Ultras avec des déplacements réussis et salués par la presse européenne, notamment à Glasgow puis à Madrid dans le cadre de la Ligue des champions,. Lors du match retour au Parc des Princes contre le Real Madrid, les supporters se font remarquer en craquant des fumigènes sur tout le virage Auteuil, créant une ambiance jamais revue dans l'enceinte du stade depuis plusieurs années.

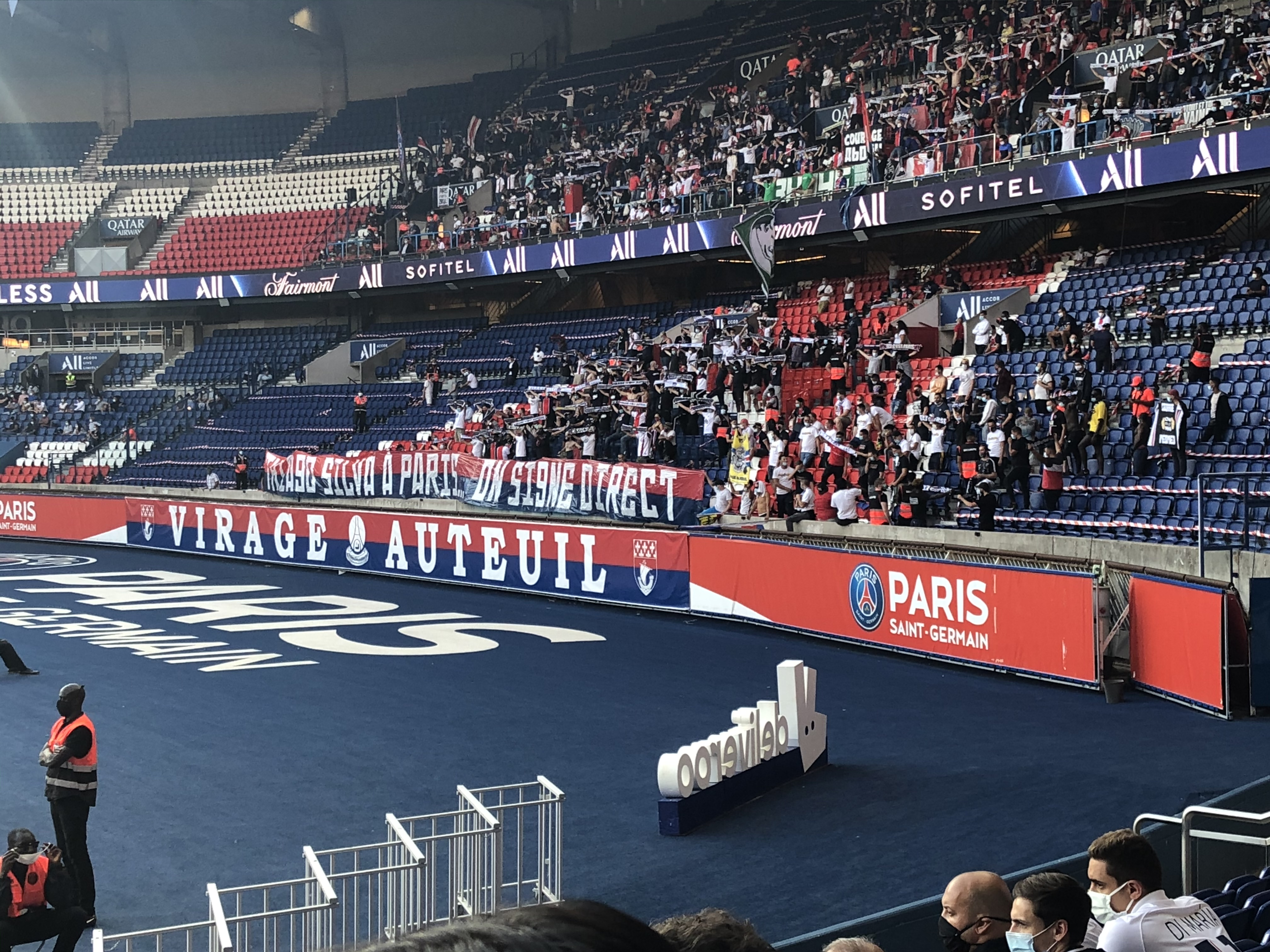
Le cup de supporteurs parisien réduit à la suite des annonces restrictives de la pandémie du Covid-19.

Depuis le début de la saison 2018-2019, le CUP est autorisé à installer des bâches à Auteuil. La saison suivante, le collectif dépasse la barre des 3 000 membres.
En octobre 2020, à la suite de la démission de Romain Mabille, Nicolas Boffredo prend la présidence du Collectif.
Durant la pandémie de Covid-19, les coursives du virage Auteuil sont repeintes aux couleurs des différents groupes formant le CUP. Ce symbole est fort car des fresques existaient déjà avant le plan sécurité de Robin Leproux. Ce dernier avait décidé de faire repeindre les coursives, effaçant ainsi tous les symboles des ultras dans le Parc des Princes. Ce retour marque la bonne entente entre les ultras et la direction.
Lors de la saison 2021-2022, les contraintes consécutives au Covid disparaissent. Le 9 mars 2022, le PSG s'incline lors du match retour des 8e de finale de la ligue des champions face au Real de Madrid. Pour le Virage Auteuil c'est la goutte d'eau qui fait déborder la vase. Les supporteurs déjà mitigés par la saison de l'entraîneur Mauricio Pochettino vont demander une refonte complète du club ainsi que la démission d'un bon nombre de personnels de la direction. Le virage va se mettre en grève, les supporteurs assisteront aux matchs mais aucun chant ne sera réalisé. En avril, Romain Mabille redevient président du CUP. C'est seulement lors de la dernière journée de championnat que la grève va cesser. Le prolongement du joueur Kylian Mbappé, le départ de l'Argentin Angel De Maria ainsi que le 10e titre de Ligue 1 assuré vont déclencher le retour des chants dans le virage.
Le 10 décembre 2022, à la suite de nombreux faits de violences depuis plusieurs années, le groupe d’ultras « Ferveur parisienne » (anciennement « Porte 411 »), réunissant une partie des anciens Microbes 2006, est dissous. Un décret signé par la Première ministre Elisabeth Borne et le ministre de l'Intérieur Gérald Darmanin annonçant la dissolution de ce groupe affilié au « CUP » est en effet publié ce jour-là au Journal officiel.

### Les groupes du CUP
| Nom                | Abréviation | Date de création | Emplacement Stade    |
| ------------------ | ----------- | ---------------- | -------------------- |
| KSoce Team         | KST         | 2007             | Auteuil Rouge centre |
| Le combat continue | LCC         | 2012             | Auteuil Bleu bas     |
| Parias Cohortis    | Parias      | 2013             | Auteuil Bleu bas     |
| Urban Paris        | UP          | 2017             | Auteuil Bleu bas     |
| Beriz Crew         | Beriz       | 2023             | Auteuil Bleu bas     |

## La difficile reconstruction de la Tribune Boulogne

### Groupes actuels
Entre le début la saison 2019-2020 et novembre 2021, trois groupes sont réunis au même endroit de la tribune sans s'identifier comme étant le "Kop of Boulogne" mais plutôt comme une nouvelle génération désireuse de redonner deux virages qui chantent au Parc des Princes. Le club tolérait leur présence mais ne les a jamais officiellement autorisé pour autant. Le PSG leur avait tout de même donné l'autorisation de faire entrer des drapeaux en tribune. Ayant fixé un quota concernant le nombre de mégaphones et tambours au sein de la tribune les jours de match, le club invitait les différents groupes à se les partager afin d'assurer l'animation sonore. Petit à petit, le club autorisait de plus en plus de matériels et a laissé les groupes déployer des animations visuels et autres petits tifos en tribune sur cette période.
Alors que les discussions semblaient avancer dans la bonne direction depuis 2 ans (après des débuts compliqués), les responsables du club organisent une réunion le 12 novembre 2021 pour annoncer aux membres des différents groupes de la Tribune Boulogne la radiation de leurs abonnements et leur signifier que l'accès au stade et à tous les événements organisés par le PSG leur serait désormais interdit, ainsi que la suspension des relations entre les groupes et la direction du PSG. Dans le détail, les membres des Paname Rebirth et de la Résistance Parisienne sont interdits d'accès à la Tribune Boulogne pendant six mois mais peuvent se rendre ailleurs dans le stade. Tandis que les membres du Block Parisii sont totalement suspendus de Parc des Princes, mais également de déplacement, pendant un an. Afin de justifier cette décision, qui s'appuie sur la Loi Larrivé de mai 2016, le club met en avant la possible résurgence de l'extrême droite au Parc des Princes. Celle-ci s'est déjà manifestée à plusieurs reprises depuis le début de saison : fight manqué entre des hooligans parisiens et des supporters Lyonnais avant le match PSG-OL du mois de septembre, apparition récente d'autocollants du Kop of Boulogne dans la tribune, et l'agression des ex-hooligans du KOB contre le groupe des Paname Rebirth durant laquelle des insultes racistes ont été proférées par les agresseurs qui ont symboliquement volé la bâche du groupe.
- Block Parisii : Le Block Parisii est le principal groupe de supporters actif de la Tribune Boulogne, il a été créé en 2017. Du début de saison 2019-2020 jusqu'au 12 novembre 2021, ils sont un peu plus de 170 supporters en Boulogne Bleu, accès 327-328. Ce nombre monte à un peu plus de 200 supporters au début de la saison 2021-2022. De 2017 à 2021, ils ne sont pas officiellement « reconnus » par le club mais avaient obtenus le droit de faire entrer des drapeaux, mégaphones et tambours. Ils ont aussi eu l'autorisation de déployer des bâches pour certaines occasions comme les matchs de Ligue des Champions contre Manchester United ou Liverpool, ou encore la bâche en l'honneur de Notre Dame de Paris. Ils étaient présents sur tous les matchs à domicile comme à l'extérieur, et cela jusqu'à la décision du club de les bannir du stade, quelques jours après la bataille rangée à proximité du Parc des Princes impliquant les Paname Rebirth et les ex-hooligans du Kop of Boulogne. Le Block Parisii dénonce alors via un communiqué du 18 novembre 2021 une décision arbitraire et injuste, ainsi que des amalgames sur fond de rumeurs sans aucun fondement. Le groupe, indépendant de toute forme de communautarisme (politique, ethnique, religieux), réunit des adhérents avec différentes mentalités, le Block Parisii repose donc sur un mix des cultures italienne, anglaise et allemande. Un noyau de culture Ultra est également présent au sein du Block, la « Sciarpa Nera », qui abandonne ses activités en 2019 à cause de la non-activité en tribune. Un autre noyau voit le jour au sein du Block, la « Jeunesse Parisii », qui mettra fin à ses activités en 2023 en raison des différentes mentalités au sein du Block Parisii.
- Résistance Parisienne : La Résistance Parisienne est un groupe apolitique de supporters créé en 2019 dont le principal objectif est de refaire vivre la tribune Boulogne Bleu. Après un repositionnement en Boulogne Rouge accès 127-128 fin mars 2019, ils sont revenus en Boulogne Bleu (accès 328) pour la saison 2019-2020 sur volonté du club de regrouper les groupes de Boulogne au même endroit de la tribune. Ils sont bannis du stade en même temps que le Block Parisii le 12 novembre 2021.

Certains des adhérents des actuels groupes sont des anciens membres du Kop of Boulogne. Malgré la réticence de certains anciens kopistes quant à l'apparition de nouveaux groupes dans une tribune qu'ils considèrent comme la leur, d'autres sont au contraire favorables à leur action de redonner vie à Boulogne. D'anciens Boulogne Boys donnent régulièrement des conseils aux différents groupes pour les aider à mieux se développer. Les groupes du Virage Auteuil voient globalement d'un bon œil le renouveau de la Tribune Boulogne. De 2019 à 2021, la Tribune Boulogne connaissait une amélioration de l'ambiance à chaque match, notamment à l'étage bleu où étaient présents les groupes, et de plus en plus d'abonnés participaient aux chants. Mais la dynamique s'est brutalement cassée à la suite du renvoi des différents groupes en novembre 2021. Dès lors, Boulogne est devenue aseptisée et la tribune est prise d'assaut par un grand nombre de supporters adverses lors de certaines soirées européennes.

### Anciens groupes
- Paname-Rebirth : Les Paname Rebirth étaient un groupe de supporters provenant de la Tribune Boulogne, ils sont apparus en octobre 2018. Il y avait une centaine de personnes présentes dans cette organisation non reconnue par le club. Après avoir été contraints de quitter la section qu'ils occupaient en Boulogne Rouge (accès 127-128), ils ont obtenu le droit de se rassembler en Boulogne Bleu, accès 327-328. Ils étaient présents sur tous les matchs à l'extérieur. Ils étaient apolitiques et suivaient la tendance Ultra, sans pour autant se réclamer du mouvement, en prenant pour modèle les tribunes italiennes et allemandes. Les membres du groupe étaient de toute origine et avaient des relations amicales et respectueuses avec le CUP. Le 9 mars 2021, veille du match PSG - Barcelone, le groupe déploie une banderole à caractère sexiste insultant la célèbre chanteuse Shakira, femme du joueur barcelonais Gerard Piqué. Sur celle-ci, on pouvait lire : "Shakira à la Jonquera" (La Jonquera étant un lieu connu pour sa prostitution). Le club condamnera fermement cette banderole. Le 4 avril 2021, trois jours avant le match Bayern Munich - PSG, une nouvelle banderole fait scandale. Cette fois-ci, les Paname Rebirth écrivent : "Paris est magique, écrasez Munich" devant le Mémorial de la France combattante au Mont Valérien (un haut lieu de la mémoire nationale). Cette banderole, et surtout le lieu de son affichage, susciteront une indignation partout en France. Cette polémique perdurera dans le temps malgré les excuses du groupe. En marge du match PSG - Leipzig du 19 octobre 2021, ils sont attaqués par une trentaine d'anciens hooligans kopistes devant le cimetière de Boulogne. Après une bagarre générale et quelques blessés, les anciens du Kop of Boulogne emportent la bâche et le plus gros du matériel des Rebirth. Ces derniers prononceront leur dissolution 3 jours après.

## Incidents
Principaux incidents survenus en marge des matchs du Paris Saint-Germain (liste non exhaustive) :
- 15 mai 1982 : invasion (pacifique) du terrain pendant une heure lors de la finale de la Coupe de France.
- 18 octobre 1989 : affrontements très violents entre les supporters parisiens et les ultras de la Juventus. Les cars des tifosi sont détruits[33].
- 1989 : lors d'un match contre Toulon, les supporters du PSG démontent certaines installations du Parc.
- octobre 1991 : à la suite d'une défaite au Parc face à Toulon, les supporters de Boulogne deviennent violents. Importants affrontement avec les forces de l'ordre.
- 28 août 1993 : 10 CRS blessés par des supporters de la tribune Boulogne lors de PSG-Caen.
- 11 avril 1995 : 146 personnes sont interpelées et neuf policiers sont hospitalisés à la suite de bagarres lors de la demi-finale de Coupe de France PSG-OM[34].
- 13 octobre 2000 : un supporter de l'OM de 18 ans est paralysé à vie après avoir reçu un siège venant de la tribune supérieure du Parc des Princes lors de PSG-OM[34].
- 13 mars 2001 : 56 supporters turcs blessés dont 24 hospitalisés, 9 interpellations et match interrompu au bout de 20 minutes à la suite d'affrontements dans les tribunes lors de PSG-Galatasaray SK.
- 26 octobre 2002 : 60 interpellations (30 OM 30 PSG) lors de PSG-OM.
- 25 janvier 2003 : 43 interpellations (40 om 3 PSG) lors de PSG-OM.
- 9 mars 2003 : 27 blessés, 1 hospitalisé lors de OM-PSG
- 23 décembre 2003 : Affrontements entre des jeunes supporters du Virage Auteuil et les forces de l'ordre à la fin du match PSG-Nice qui feront usage d'un canon à eau et de gaz lacrymogènes pour disperser les ultras[35].
- 18 décembre 2004 : Une centaine de fumigènes est allumée dans les virages du Parc des Princes lors du match PSG-Metz pour protester contre la politique répressive de la direction du club. Des incidents éclateront aussi au sein de la Tribune Boulogne où les supporters tenteront de lancer une buvette par-dessus les gradins[36].
- 1er octobre 2005 : 85 interpellations après des affrontements entre supporters parisiens (Tigris Mystic et Boulogne Boys) en marge du match Le Mans / Paris SG.
- 29 avril 2006 : 2 blessés lors d'affrontements aux abords du Stade de France lors de PSG-OM en finale de la Coupe de France[34].
- 23 novembre 2006 : Un supporter parisien est tué par un policier à la fin du match PSG-Hapoël Tel-Aviv (voir ci-dessous « L'affaire PSG - Hapoël Tel-Aviv »).
- 30 mars 2008 : Certains supporters de la Tribune Boulogne dévoilent une banderole envers les Lensois. La gravité de cet acte a été identifiée et sanctionnée par le club. (voir affaire de la banderole du Stade de France)
- 18 décembre 2008 : Un supporter hollandais aurait été blessé à la hache lors d'affrontements en marge du match PSG-FC Twente[34](ce qui s'avèrera n'être qu'une rumeur). Violents incidents avant le coup d'envoi dans le quartier de St-Michel.
- 26 octobre 2009 : Très violents affrontements dans la ville de Marseille aux alentours de la gare St-Charles et à proximité du Vieux-Port. Au total 16 arrestations et 1 supporter du PSG renversé par une voiture en marge du match OM/Paris-SG, annulé par la Ligue de Football professionnel quelques heures avants le coup d'envoi pour cause de grippe A chez certains joueurs du PSG[34].
- 5 décembre 2009 : Incidents lors de Bordeaux / Paris SG, un membre du PSG Club Angers (affilié idéologiquement au Kop de Boulogne) pénètre dans la zone réservée aux ultras d'Auteuil avec un t-shirt frappé d'une  croix celtique[37].
- 16 janvier 2010 : Lors de Lille/Paris SG, les hooligans de la Tribune Boulogne chargent violemment les ultras du Virage Auteuil[38]. De nombreux actes racistes en provenances des hooligans de Boulogne seront constastés sous les yeux des forces de l'ordre, sans conséquences.
- 28 février 2010 : Un supporter parisien est tué lors d'affrontements entre supporteurs des tribunes de Boulogne et d'Auteuil lors du match PSG-OM. Environ une heure avant le coup d'envoi, 200 indépendants du Kop de Boulogne décident d'attaquer (insultes racistes à la clef) les membres du Virage Auteuil. Les « Indéps » (appellation donné à la frange violente du Kop de Boulogne) et des membres du Virage Auteuil s'affrontent assez violemment devant le Virage Auteuil, sous le regard de la Police et des C.R.S présents en très grand nombre ce soir-là[39]. Un membre de la « Casual Firm Paris » est alors lynché par des membres du Virage Auteuil, il décèdera près de 2 semaines après le match après avoir été plongé en coma artificiel[40]. À la fin du match, des incidents mineurs éclatent entre environ 150 jeunes supporters de la tribune Boulogne et les forces de l'ordre. À la suite de ce classico, près de 200 interdictions de stade (IDS) seront prononcées par la police.

### L'affaire PSG – Hapoël Tel-Aviv
Le soir du 23 novembre 2006 pour le compte de la deuxième journée de la phase de poule de la Coupe UEFA, le PSG affronte le club israélien de l'Hapoël Tel-Aviv à domicile et subit une défaite 4-2 dans une ambiance malsaine et tendue, émaillée de provocations réciproques. D'après le journal L'Équipe, vers 22 h 40 à l'issue de la rencontre, un supporter juif, Yaniv Hazout, aurait été pris à partie par plusieurs individus hooligans parisiens aux abords du stade, lui adressant des insultes antisémites et le menaçant physiquement. Antoine Granomort, gardien de la paix d'origine antillaise et membre ce soir là du Service régional de la Police des transports parisiens, s'interpose. Un attroupement (« une foule de plus en plus hostile » d'après Philippe Broussard, journaliste à L'Express) d'une centaine de personnes autour de la scène se crée près du dépôt de bus de la RATP. Selon sa version des faits, Antoine Granomort, bousculé par les supporters, aurait perdu l'équilibre ainsi que ses lunettes, et aurait été pris de panique. Il tire vers 22 h 53 un coup de feu sans sommation, qui blesse grièvement Mounir Bouchaer au poumon et tue Julien Quemener d'une balle en plein cœur, tous les deux présents lors du match. D'après d'autres témoignages, il aurait tiré posément, dans le calme. « C'est un flic ! » crient les assaillants, toujours d'après Philippe Broussard, qui entend également des cris tels que « sale nègre », ou « Bleu blanc rouge, la France aux Français ! ». L'arme eut donc pour effet de révéler la profession de Granomort mais aussi d'attirer la foule, obligeant le policier à se réfugier dans le Mac Donald's à côté de la bouche de métro Porte de Saint-Cloud. Après la destruction des vitres du restaurant par des supporters, les forces de l'ordre sont intervenues pour disperser ceux qui tentaient de s'y introduire.
Les dénonciations politiques et sportives sont multiples. L'ensemble de la tribune Boulogne est montrée du doigt, tandis que le procureur de Paris, Jean-Claude Marin, déclare dès le lendemain, dans la matinée du 24 novembre, que la légitime défense est retenue en faveur du policier, avant même qu'ait été effectuée une enquête de l'Inspection générale de la Police nationale. Pour Libération, « La tribune Boulogne, qui abrite les plus ultras des supporters parisiens, dont certains se sont fait comme spécialité, entre autres, de pousser des cris de singe dès qu'un joueur noir touche le ballon ». Des supporters du PSG manifestent en hommage au mort, parlant de « Pouvoir assassin », ce qui fait dire à Pierre Marcelle dans la page « Rebonds » de Libération qu'ils revendiquent un « droit à la ratonnade ». Le ministre de l'Intérieur, Nicolas Sarkozy, annonce la dissolution immédiate des clubs de supporters qui « ne se désolidarisant pas de mouvements racistes ou d'actions violentes » et annonce que la tribune « Boulogne rouge » sera fermée jusqu'à nouvel ordre, tandis que Marie-George Buffet demande que le PSG joue à huis clos et Françoise de Panafieu que le PSG ne perçoive plus la subvention annuelle de la mairie de Paris estimée à 2,3 millions d'euros.
En Europe des banderoles de sympathie ont fleuri sur l'ensemble des pelouses italiennes (Milan, Livourne, Parme, etc.), espagnoles (Séville, Barcelone, etc.), roumaines (Craiova, Bucarest, etc.), tchèques (Liberec), croates (Split), belges (Charleroi), suisses (Lausanne, Sion, etc.), grecques (Panathinaïkos), des fleurs furent envoyées par des supporters de Chelsea et de Porto.
En France, le mouvement ultra s'est aussi montré solidaire en demandant qu'une « véritable enquête » soit lancée comme connaître la vérité sur une hypothétique bavure policière, toute conclusion n'allant pas dans le sens des ultras étant considérée par eux comme mensongère et illégitime. Lors du Nantes-PSG suivant le drame, des supporters nantais sont venus prendre part à la marche silencieuse du cortège parisien en leur offrant une gerbe de fleur. À Saint-Étienne par exemple, on a pu voir « que justice soit faite pour Julien et Mounir » ou « Trop de répression, pas de justice » pouvait-on voir affiché à Reims. Ainsi de Marseille à Lens, de Brest à Toulouse, tous les stades sans exception ont affiché une banderole en la mémoire du défunt. Dans certains stades, comme à Strasbourg, les supporters se voient interdits d'afficher des messages de condoléances et de soutien, les banderoles sont arrachées par les stadiers et les policiers.
Afin de célébrer une dernière fois la mémoire du supporter décédé, l'association des Boulogne Boys organisa « une marche silencieuse et non revendicative » le dimanche 3 décembre, lors du report du match Paris SG-Toulouse, de la place de l'Europe jusqu'au dépôt de bus de la RATP où Julien Quemener est mort à la suite d'un coup de feu d'Antoine Granomort.
Les pouvoirs publics ont pris l'initiative d'interdire de stade les fauteurs de trouble avec obligation de pointer au commissariat les jours de match. Avant PSG-AEK Athènes du 22 février 2007, ils sont 204 sur les 300 bien connus des Renseignements généraux.
Il est à noter qu'au moment des faits, Antoine Granomort était sous le coup d'une mise en examen pour escroquerie et dénonciations mensongères. Il a été pour ces faits condamné le 3 avril 2007 à cinq mois de prison avec sursis puis révoqué de la police six mois plus tard.
Le 7 mai 2009, l'enquête semblait rebondir avec la publication dans la presse des conclusions du rapport d'expertise balistique et criminalistique en date du 25 mars 2009. Ce rapport remis à la juge d'instruction Nathalie Dutartre établit que l'auteur du coup de feu était debout et a tiré à l'horizontale, confirmant ce qu'a toujours affirmé Mounir Boujaer qui assistait à la reconstitution du 12 juin 2008. Selon Me Gilbert Collard, l'avocat de Mounir Boujaer, « ces conclusions permettent de contester la thèse de la légitime défense ».
Le 29 septembre 2010, le parquet de Paris a cependant requis un non-lieu général entérinant la thèse de la légitime défense d'Antoine Granomort. Le 15 février 2011, Nicolas Blot, le juge d'instruction de Paris, a suivi les réquisitions du parquet en confirmant le non-lieu. La cour d'appel de Paris confirme le non-lieu le 7 octobre 2011.

### L'affaire de la banderole au Stade de France

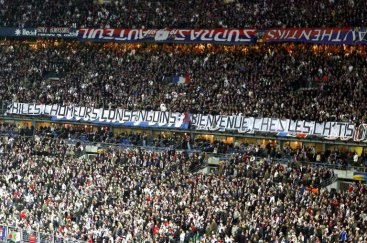
Banderole des supporters du Kop de Boulogne à l'encontre des supporters lensois.

Le 29 mars 2008, au cours de la finale de la Coupe de la Ligue contre le RC Lens, des supporters du PSG affichent pendant quelques minutes une banderole faisant allusion au film de Dany Boon : « Pédophiles, chômeurs, consanguins : Bienvenue chez les Ch'tis », déclenchant une série de protestations.
Le 3 avril, les associations de supporters Boulogne Boys, Gavroches et Rangers annoncent sur RMC info leur probable auto-dissolution afin de devancer toute interdiction qui pourrait être prononcée par le Ministre de l'Intérieur, Michèle Alliot-Marie.
Deux semaines après l'affaire de la banderole anti-Ch'tis, les Lutece Falco ont décidé de changer de cible en déployant une banderole s'en prenant aux médias, dimanche soir lors de Paris-SG - Nice au Parc des Princes (2-3) : « Démagogie, désinformation, hypocrisie, sensationnalisme, antiparisianisme : bienvenue chez les médias ».
Le 17 avril 2008, après les avis favorables de la Commission nationale consultative pour la prévention des violences dans les enceintes sportives, Michèle Alliot-Marie, Ministre de l'Intérieur dissout les Boulogne Boys. À la suite de cette affaire, le PSG sera exclu de la Coupe de la Ligue pour la saison 2008-2009, mais sera finalement réintégré après l'appel qu'il effectua auprès du tribunal administratif de Paris. La FFF a fait appel de cette décision mais il est rejeté en octobre 2008 par le conseil d'État. Du coup, la commission supérieure d'appel de la FFF élabore de nouvelles sanctions sans donner de suite.
En janvier 2011, le tribunal de Bobigny sanctionne cinq supporters du PSG à de la prison avec sursis, des amendes et des interdictions de stade d'un an.

## Fraternisations et rivalités

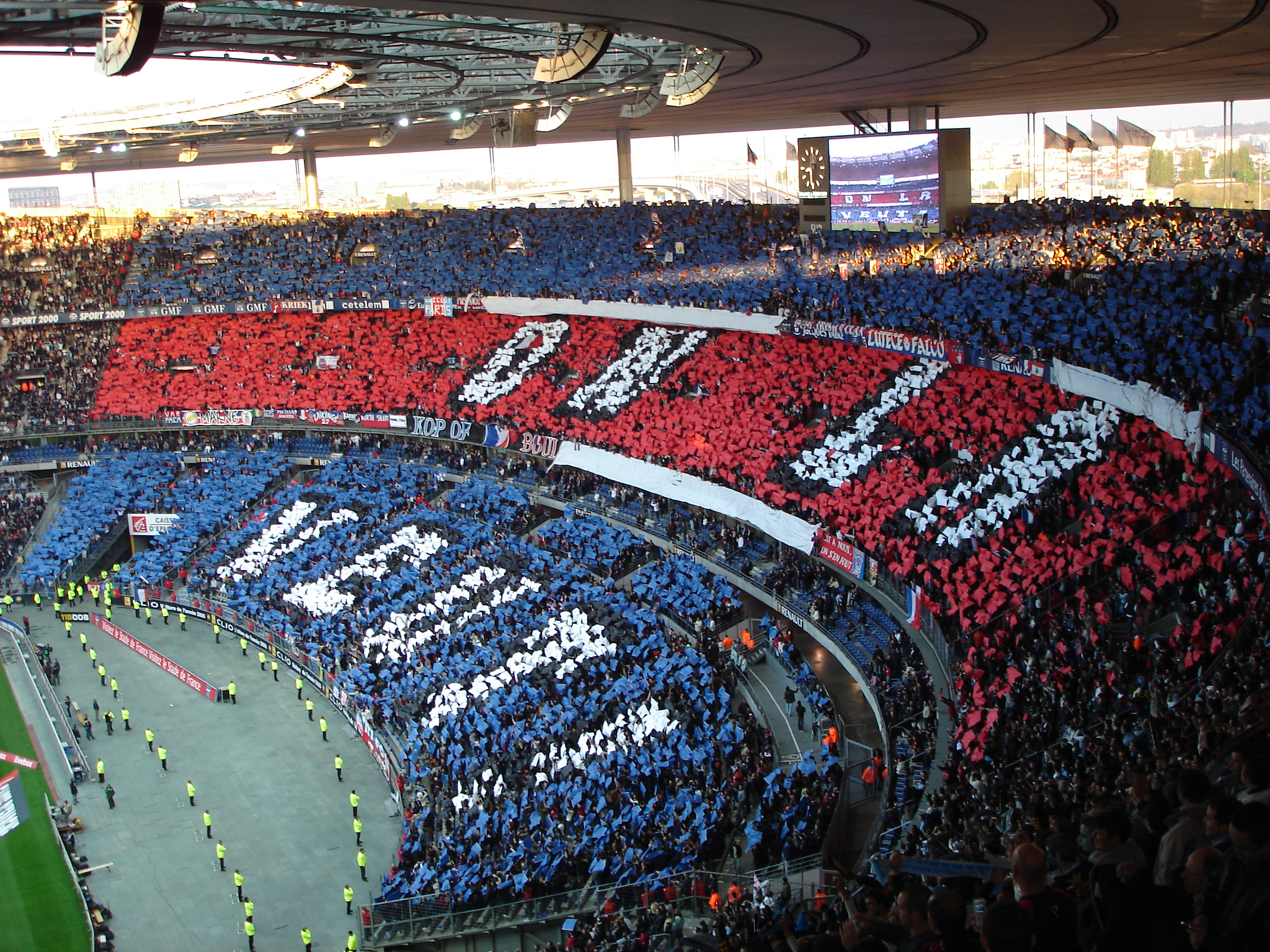
Le tifo du PSG face à l'OM en finale de la coupe de la France en 2006.

Les supporters du PSG fraternisent à l'occasion avec les supporters adverses. La première du genre eut lieu en septembre 1984 à l'occasion du match de coupe d'Europe face aux Écossais de Heart of Midlothian FC soutenus par 3 000 fans venus d'Édimbourg. La Auld Alliance franco-écossaise explique en partie cette fraternisation. La réaction positive et festive des supporters écossais face à leur équipe qui s'inclina 4-0 ce soir là au Parc, força également le respect des Parisiens. En 1997, les supporters du Liverpool FC sont reçus comme des rois au Parc ; à cette occasion, une banderole gigantesque « Welcome to legendary fans » fut déployée à Auteuil. De même l'accueil fut très chaleureux lors de la manche retour à Anfield. Même cas de figure quelques années plus tard, en 2018, quand la performance des Ultras d'Auteuil fut saluée par les supporters anglais sur place. Derniers clubs en date ayant engendré des scènes de fraternisation : Derry City FC en septembre 2006 et Panathinaïkos en novembre 2006 au Parc des Princes après que ces derniers eurent longuement chanté en la mémoire de Julien Quemener, décédé après le match contre l'Hapoël Tel-Aviv.
De fait, il n'existe que deux réelles rivalités anciennes, "historiques", impliquant le PSG : avec l'Olympique de Marseille et la Juventus. La rivalité franco-française avec l'OM repose avant tout sur la classique opposition Paris/Province. Le problème avec la Juve remonte au tout premier match opposant les deux clubs en Coupe d'Europe en 1983. De très violents incidents mirent aux prises ce soir-là les supporters des deux clubs, et depuis lors, les oppositions PSG-Juventus, qui tournent systématiquement à l'avantage des Italiens sur le terrain, sont marquées par des incidents. Il y eut huit matches PSG-Juve en coupes d'Europe entre 1983 et 1997 et un en match amical en 2004.
En 2007, lors d'un match de Ligue 1 face à Sedan, des supporters néerlandais du FC Utrecht se sont déplacés pour en découdre avec les supporters parisiens.
Les ultras parisiens ont quand même tendance à affronter physiquement les groupes ultras principaux et indépendants d'autres clubs : Ultramarines de Bordeaux, Bad Gones et indépendants de Lyon, Magic Fans et Green Angels de Saint Etienne, ex-BSN (devenue Ultras Populaire Sud) de Nice, Red Tigers de Lens et d'autres encore, sans que cela ne débouche effectivement sur une réelle rivalité, partagée y compris par les supporters parisiens, extérieurs au mouvement ultra, comme ça peut être le cas avec Lyon-Saint Etienne, Lens-Lille, Nice-Bastia ou même Marseille-Bordeaux.
Une rivalité très récente et particulièrement intense a éclaté avec les supporters du Stade Rennais, ce qui a mené à des actes de violence assez importants.

## Les principaux groupes de supporters en activité

### Virage Auteuil
- Collectif Ultras Paris (CUP), composé de cinq groupes :
  - K-Soce Team (KST) (2007)
  - Le Combat Continue (LCC) (2012)
  - Parias Cohortis (PC) (2013)
  - Urban Paris (UP) (2017)
  - Beriz Crew (BC) (2023)

### Tribune Paris
- Handicap PSG
- PSG Grand Sud (départements 75, 77, 78, 91, 92, 95, 45, 60)

### Tribune Présidentielle - Francis Borelli
- Junior Club

### PSG Fan Clubs
Depuis 2011 et l'ère Qatar Sports Investments, la popularité du club devient internationale notamment avec la venue de stars du football telles que Zlatan Ibrahimović, Neymar ou Lionel Messi. Même si les supporters du PSG demeurent essentiellement Français, ces arrivées de joueurs vedettes vont attirer des aficionados du monde entier et favoriser l'apparition de nombreux clubs de supporteurs étrangers. En 2021, on compte plus de 117 fans clubs dans plus de 30 pays.

#### En France
- PSG Fan Club Ain (dép. 01, 07, 26, 38, 73 et 74).
- PSG Fan Club Angers[65] (dép. 44, 49, 53, 72 et 85).
- PSG Fan Club Auvergne (dép. 15 et 43).
- PSG Fan Club Avignon[66] (dép. 04, 05, 13 et 84).
- PSG Fan Club Centre (dép. 28 et 41).
- PSG Fan Club Est[67] (Grand Est, dép. 57, 67 et 68).
- PSG Fan Club Franche-Comté (dép. 25, 39, 70 et 90).
- PSG Fan Club Gironde (dép. 16, 17, 19, 23, 24, 33, 40, 47, 64, 79, 86 et 87).
- PSG Fan Club Guadeloupe (971)
- PSG Fan Club Guyane (973)
- PSG Fan Club Île de la Réunion (974)[68]
- PSG Fan Club Indre (dép. 18, 36 et 37).
- PSG Fan Club Marne (Grand Est, dép. 08, 10, 51 et 52).
- PSG Fan Club Martinique (972)
- PSG Fan Club Mayotte (976)
- PSG Fan Club Meuse (Grand Est, dép. 55).
- PSG Fan Club Morbihan (PSG Celtic) (dép. 22, 29, 35 et 56).
- PSG Fan Club Nièvre (dép. 58 et 89).
- PSG Fan Club Nord-Pas-de-Calais (North Sharks)[69] (dép. 59 et 62).
- PSG Fan Club Normandie (dép. 14, 27, 50, 61 et 76).
- PSG Fan Club Nouméa (Nouvelle-Calédonie)
- PSG Fan Club Occitanie (dép. 09, 11, 12, 30, 31, 32, 34, 46, 48, 65, 66, 81 et 82).
- PSG Fan Club Orléans Centre (dép. 45).
- PSG Fan Club Picardie (SCORPIONS PANAME19) (dép. 02, 60 et 80).
- PSG Fan Club Puy-de-Dôme (dép. 03 et 63).
- PSG Fan Club Raiatea (Polynésie française)
- PSG Club Rhône (dép. 42 et 69).
- PSG Fan Club Saint-Pierre-et-Miquelon (975)
- PSG Fan Club Saône-et-Loire[70],[71] (dép. 21 et 71).
- PSG Fan Club Section Pays-Haut[72] (Grand Est, dép. 54).
- PSG Fan Club Seine-et-Marne (départements 77, 93 et 94).
- PSG Fan Club Tahiti (Fenua PSG) (Polynésie française)
- PSG Fan Club Var P.A.C.A[73]. (06, 20 et 83).
- PSG Fan Club Vosges (Grand Est, dép. 88).

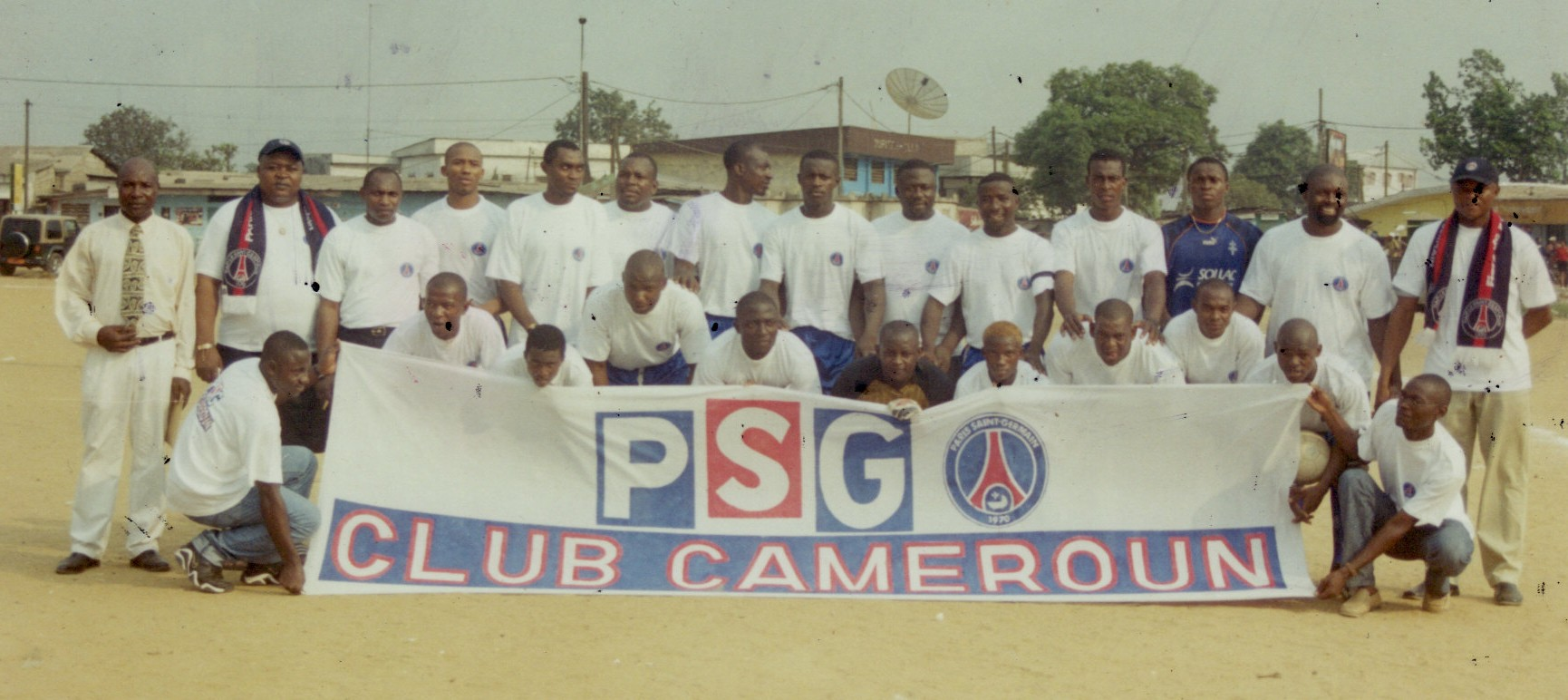
Le PSG Club Cameroun en 2009.

Le PSG Club New York City en 2009.

- Section Euskadi

#### A l'étranger

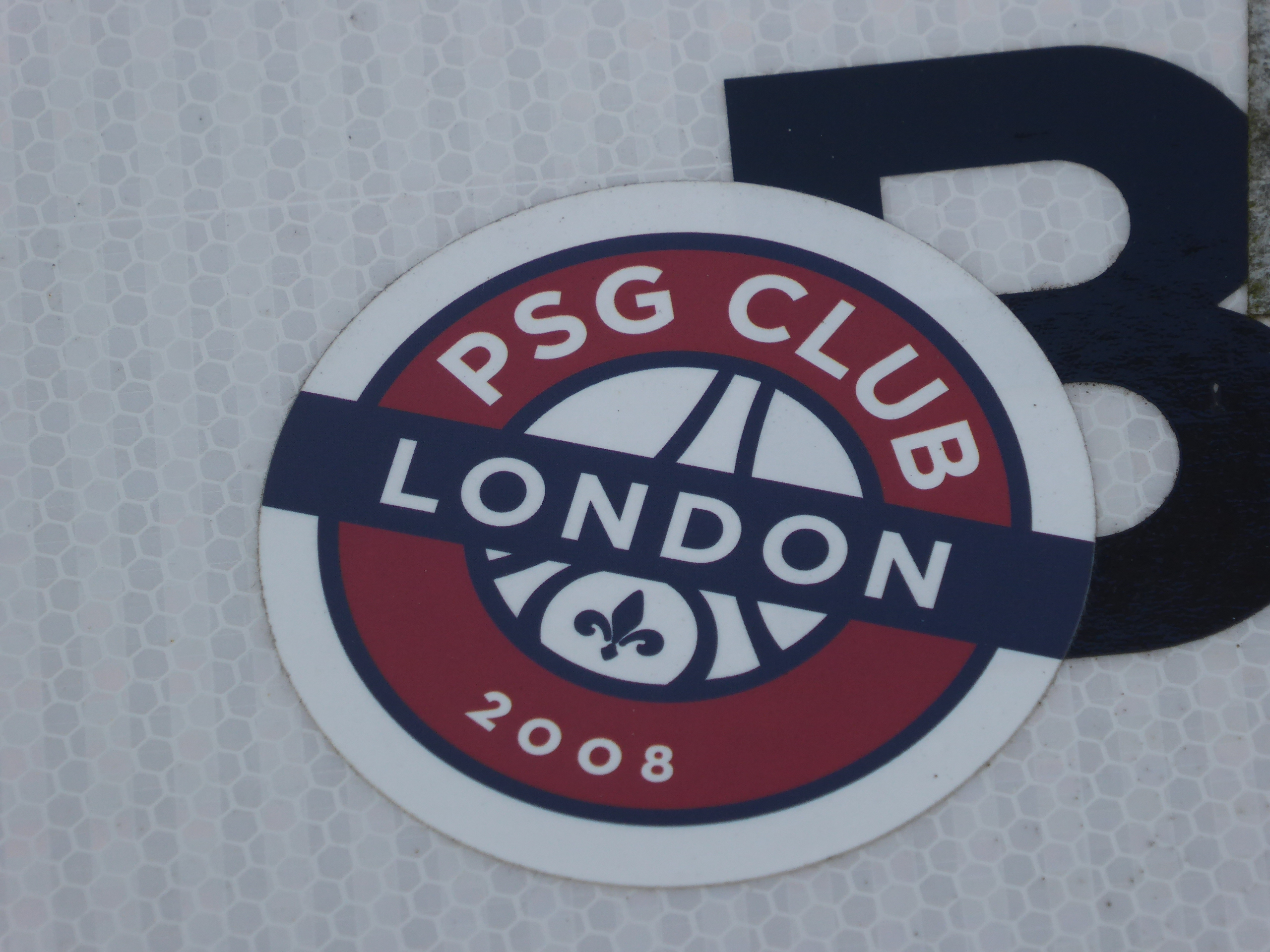
Le Kop of London.

- Abidjan ( Côte d'Ivoire)
- Afrique du Sud
- Algérie
- Amsterdam ( Pays-Bas)
- Argentine
- Bakou ( Azerbaïdjan)
- Bangkok ( Thaïlande)
- Belgique
- Berlin ( Allemagne)
- Bolivie
- Boston ( États-Unis)
- Bouaké ( Côte d'Ivoire)
- Bulgarie
- Cambodge
- Canton ( Chine)
- Cap-Vert
- Caroline du Nord ( États-Unis)
- Chili
- Chine
- Colombie
- Comores
- Corée du Sud
- Costa Rica
- Côte d'Ivoire
- Doha ( Qatar)
- Douala ( Cameroun)
- Dubaï ( Émirats arabes unis)
- Hampton Roads ( États-Unis)
- Harbin ( Chine)
- Indianapolis ( États-Unis)
- Indonésie
- Israël[74]
- Laos
- Liban
- Libye
- Londres (Kop of London)[75] ( Angleterre)
- Luxembourg
- Madagascar
- Madrid ( Espagne)
- Maroc
- Maurice
- Mauritanie
- Mexique
- Mongolie
- Montréal ( Canada)
- Moscou ( Russie)
- Munich ( Allemagne)
- New Delhi ( Inde)
- New York ( États-Unis)
- Niger
- Pakistan
- Pérou
- Pologne
- Prague ( Tchéquie)
- Québec
- Rio de Janeiro ( Brésil)
- Rome ( Italie)
- San Diego ( États-Unis)
- São Paulo ( Brésil)
- Séville ( Espagne)
- Shanghai ( Chine)
- Shenzhen ( Chine)
- Singapour
- Suède
- Suisse
- Sydney ( Australie)
- Tallahassee ( États-Unis)
- Togo
- Tokyo ( Japon)
- Toronto ( Canada)
- Tunisie
- Vancouver ( Canada)
- Vienne ( Autriche)
- Viseu ( Portugal)
- Washington ( États-Unis)
- Yaoundé ( Cameroun)

## Groupes dissous
- Army Korps (1991/1993) (Boulogne)
- Auteuil Rouge (2008/2009) (Auteuil Rouge)
- Authentiks Paris (2002/2010) (G Bleu)
- Boulogne Boys (1985/2008) (Boulogne Bleu B3) (le Conseil d'État a rejeté le 2 mai 2008 le recours déposé par l'association contre le décret de dissolution du 17 avril 2008, pris après avis de la Commission nationale consultative de prévention des violences lors des manifestations sportives[76])
- Block B (1994) (Boulogne)
- Brigade Paris (2006/2010) (K Bleu)
- Capitals (1993/1998) (A Bleu)
- Casual Firm (1993/2010) (Boulogne Rouge R1, Boulogne Bleu B1)
- Catégorie D (Groupe d'indépendants réunissant des anciens membres du Commando Loubard et de la Milice Paris après la dissolution de ces groupes)
- Commando Loubard (2003/2010) (Boulogne)
- Commando Pirate Paris (1985/1993) (Boulogne)
- Crazy Gang (1997/2000) (Boulogne Bleu B1)
- Dragon's (1993/1997) (Auteuil Rouge)
- Firebirds (1986/1993) (Boulogne Bleu)
- Gavroches de Paris (1986/2010) (Boulogne Bleu B2)
- Génération Parisienne (1994/1998) (Boulogne Bleu B1)
- Grinta (2009/2010) (Auteuil Rouge)
- Head-Hunter (1989/1992) (Boulogne)
- Hoolicool (1993/2013) (K Rouge)
- Indépendants Boulogne Rouge (1993/2000) (Boulogne Rouge R2)
- Incorrigibles Gaulois (1991/1992) (K bleu puis Auteuil)
- Juniors PSG puis Kop K (1976/1978) (tribune K) puis Kop of Boulogne (1978/2010)(Boulogne)
- Kaos (1993/1995) (Auteuil Bleu Centre puis Boulogne Bleu B2)
- Kriek Paris (1999/2010) (Auteuil Bleu Porte Gauche)
- Layache Family (2001/2010) (Boulogne Bleu B1)
- Liberté Pour les Abonnés (2010/2023) (Auteuil Bleu)
- Le Club des Associés (1970/1972) (Stade Georges-Lefèvre, Stade Jean-Bouin, Stade de Paris)
- Le Parc C'était Mieux Avant (LPCMA) (Petit groupe contestataire réunissant des anciens abonnés d'Auteuil Bleu)
- Les Brothers (Groupe contestataire réunissant des anciens abonnés du Virage Auteuil et de la Tribune G)
- Lista Nera Paris (2009/2017) (Auteuil Bleu)
- Lutece Falco (1991/2010) (Auteuil Bleu Gauche) (Sections : Irish Clan, Section Haute-Savoie, Komité des Enragés, Baby Squad, Vieux Lutèce, Old Brigade, Porky's Group) (association mise en sommeil à la suite des incidents du PSG-OM du 28 février 2010, puis auto-dissoute le 18/05/2010)
- Microbes Paris (2006/2017) (ancienne section des Supras Auteuil jusqu'à la dissolution du groupe en 2010) (Auteuil Bleu Haut Droite)
- Milice Paris (2006/2010) (Boulogne Bleu B1)
- Nautecia Paris (2012/2023)  (Auteuil Bleu)
- Paname Rebirth (2018/2021) (Boulogne Rouge Centre puis Boulogne Bleu Centre)
- Paname United Colors (PUC) (Collectif réunissant les anciens membres des Supras Auteuil, Authentiks, Grinta et Puissance Paris)
- Parc Kaos (1994/1996) (Boulogne Bleu B2)
- Pitbull Kop (1989/1992) (Boulogne)
- Porte 411 (2017/2022) (Une partie des anciens Microbes 2006) (Auteuil Bleu Haut Droite) (Dissolution prononcée par le gouvernement à la suite de faits de violences. Décret signé par la Première ministre Élisabeth Borne et le ministre de l'Intérieur Gérald Darmanin et publié au Journal Officiel le 10 décembre 2022)
- PSG Assas Club (PAC) (1989/2010) (Boulogne Bleu B1)
- Puissance Paris (2003/2010) (G rouge) (groupe autodissous)
- Rangers Paris (1992/2010) (Boulogne Bleu B2)
- Section Cigogne (1997/2010) (Boulogne Bleu B1)
- S.K. (1993/1998) (Auteuil Bleu Centre puis Boulogne Bleu B2)
- Supras Auteuil (1991/2010) (Auteuil Bleu Droite) (Sections : Génération Supras, Microbes Paris 2006 (dissous en août 2017), K-Soce Team (cette dernière continue d'exister de façon indépendante et fait partie aujourd'hui du Collectif Ultras Paris))
- Sus Scrofa (1992/1995) (Auteuil Bleu Centre puis Boulogne Bleu B2)
- Tifo e Stupido B3 Dark Side (2009/2010) (Boulogne Bleu B3)
- Tigris Mystic (1993/2006) (Auteuil Rouge) (groupe autodissous le 27 juillet 2006 à la suite d'affrontements avec le KOB)
- Titans (1993/2010) (Auteuil Bleu Gauche)
- Titi-Fosi (1995/2018) (A Bleu)

## Les clubs français et étrangers alliés
- Associazione Calcio Milan (Italie), les Boulogne Boys ont entretenu de très bonnes et étroites relations avec la Fossa dei Leoni, un célèbre groupe ultra milanais. Dès la fin des années 1980, des déplacements parisiens étaient organisés à San Siro, et plus précisément dans la Curva Sud, la tribune où était situé la Fossa dei Leoni. Les Boys étaient tellement proches de la Fossa qu'il était possible de prendre au Parc des Princes sa carte de membre de ce groupe historique. Au fil des ans, les relations entre les deux groupes se renforcés au point que cela a abouti à la création d'une section Parigi de la Fossa qui a même eu l'honneur de bâcher sur la bâche historique du groupe au San Siro. Les Boys avaient aussi de bonnes relations avec la BRN (Brigate Rossonere), un autre groupe d'ultras milanais, et comme avec la Fossa, il était là aussi possible pour les membres des Boulogne Boys de s'encarter à la BRN. On peut aussi noter que le nom du groupe parisien « Rangers » s'inspire de celui d'un petit groupe d'ultras milanais.
- Football Club de Mulhouse (France), les Boulogne Boys ont eu un jumelage officiel, mais éphémère, avec la Brigade Ultra de Mulhouse.
- FK Étoile rouge de Belgrade (Serbie), depuis la victoire de 1991 en finale de C1, contre l'OM, les supporters du club serbe et certains membres et groupes du Kop of Boulogne ont tissé des liens très fort, des Parisiens avaient fait le déplacement à Bari pour soutenir les Serbes. On relève l'arrivée en renfort de supporters serbes pour certaines rencontres comme contre le Dinamo Zagreb (novembre 2012)[77] et Anderlecht (octobre 2013)[78]. Lors de ces deux rencontres, des combats de rue particulièrement violents ont eu lieu, notamment dans le quartier de Bastille le jour du match contre le club de Zagreb[77].
- US Valenciennes-Anzin (France), les Tigris Mystic ont développé une amitié avec le groupe Red & White Dragons 1992 à la suite de l'affaire de corruption OM-VA qui a défrayé la chronique durant l'été 1993. Amitié qui a été brève, la première génération des Tigris Mystic s'est retirée et les suivantes n'ont pas poursuivi cette relation, le club nordiste tombant dans les limbes des divisions inférieures à la suite de l'affaire dont il est pourtant la victime, déposant le bilan en 1998.
- Sporting Club de Toulon (France), les ultras d'Irréductibles Toulon 1993 (IRD 93) ont développé une amitié très forte avec le groupe des Tigris Mystic. Même après la dissolution des Tigris en 2006, les membres des deux groupes ont continué à se voir régulièrement. Cette amitié s'est étendue à tout le Virage Auteuil comme en témoigne la venue des toulonnais au Parc des Princes en 2019. Les deux groupes ayant succédé aux IRD 93 (Old Clan et les Amoureux du Passé) sont jumelés respectivement au Old Block et à la K-Soce Team. Les Fedelissimi (FT 98), malheureusement dissous en 2022, étaient jumelés avec la Section Paname, un groupe de parisiens résidant en Prouvènço.
- Celtic Football Club (Écosse), en 1995, on assista à des scènes de fraternisation entre les supporters des deux clubs à l'aller comme au retour, puis ce fut à nouveau le cas en 2017. Cette fraternisation permit de développer de solides relations entre les Tigris Mystic et la Green Brigade. Depuis 2015, il existe une amitié entre les Nautecia (un groupe du Collectif Ultras Paris) et les Bhoys (un groupe ultra du Celtic).
- Toulouse Football Club (France), certains de leurs supporters ont tissé des liens fraternels avec certains membres du Kop of Boulogne, ce sont les seuls supporters d'un club français avec lesquels les membres du KOB ont des relations amicales.
- 1. FC Cologne (Allemagne), en 2003, les Supras Auteuil avaient tissé une amitié indéfectible avec la Wilde Horde, un groupe d'ultras supportant le FC Cologne. Même après la dissolution des Supras en 2010, les Allemands continuent à rendre régulièrement hommage à ce groupe d'ultras parisiens.
- Hellas Vérone Football Club (Italie), leurs supporters et ceux du Kop of Boulogne ont été plusieurs fois aperçus ensemble.
- Football Club Copenhague (Danemark), les Authentiks avaient avec un des groupes du club danois une amitié étroite très similaire à celle qu'avaient les Supras avec la Wilde Horde.
- La franchise américaine de basket-ball des Detroit Pistons déclare à la suite d'une FAQ que son club de football favori est le Paris Saint-Germain et soutient celui-ci pour sa tournée américaine 2016.
- Società Sportiva Calcio Naples (Italie), la K-Soce Team (ancienne section des Supras Auteuil, devenu depuis le groupe principal du Collectif Ultras Paris) a bâti en 2017 une amitié fraternelle très solide avec la Curva B. Ce jumelage a été possible car le Capo de la K-Soce Team a des origines calabraises et son père était un très grand fan de Naples.
- Fluminense Football Club (Brésil), des membres du groupe Sobranada 1902 ont pu être aperçus aux côtés des membres de la K-Soce Team au Parc des Princes en 2017. En octobre de cette même année, le groupe brésilien a souhaité sur les réseaux sociaux un joyeux anniversaire à leurs « frères de la K-Soce Team Paris » lors des 10 ans du groupe parisien.
- Crystal Palace Football Club (Angleterre), en 2018, les Parias Cohortis (un groupe du Collectif Ultras Paris) ont déployé des banderoles pour soutenir les Holmesdale Fanatics (le seul groupe ultra en Angleterre) qui se sont notamment inspirés des ultras du PSG. En décembre de cette même année, des membres de ce groupe anglais sont venus à Paris à l'occasion des 5 ans des Parias afin de sceller l'amitié entre les deux groupes.
- Associazione Sportiva Roma (Italie), les membres du groupe Le Combat Continu (qui fait partie du Collectif Ultras Paris) sont amis avec des ultras de l'AS Rome.
- 1. FC Kaiserslautern (Allemagne), en février 2020, des anciens hooligans du Kop of Boulogne ont été aperçus se battant aux côtés des hooligans du club allemand.
- ASD Syracuse, les membres du Karsud entretiennent une amitié avec leurs homologues italiens.
- Celtic Football Club, les membres des Parias Cohortis entretiennent des liens avec les membres de la Green Brigade du Celtic. Ils ont été aperçus ensemble à  plusieurs reprise lors de la saison 2024/2025, notamment lors des déplacements européens sur le sol britannique.

## Les principaux chants au Parc des Princes
Les différents chants entendus au Parc des Princes sont relativement nombreux et sont, pour la plupart, inspirés des chants que l'ont retrouve dans les curva italiennes. Cependant, le KOB tentera à son tour de reprendre des chants longs entendus dans les stades anglais. C'est ainsi qu'est né par exemple Oh ville lumière inspiré directement de l'hymne écossais Flower of Scotland.
De plus, de nombreux chants reprennent la mélodie d'hymnes parisiens mondialement célèbres, à l'instar de Padam Padam ou Milord d'Édith Piaf, Nini peau d'chien d'Aristide Bruant ou encore La Mauvaise Réputation de Georges Brassens.
Par conséquent, on retrouve à la fois des chants courts, des chants plus longs, avec ou sans paroles et qui peuvent être accompagnés ou non de roulements de tambours.
| Chants courts | Chants longs |
| --- | --- |
| - Ici c'est Paris - Let's go - Oh parisiens allez allez - Paris Saint-Germain - Allez Oh ! - Allez Paris allez allez - Allez Paris allez Paris SG - lolololololo Paris SG | - Qu'importe le discours - On pourra me traiter - Dans la boue y'a des rats - Paris dans la peau - Tous ensemble on chantera - Allez Paris Saint-Germain - Debout sur la tribune - Ô ville lumière - ohohohoh PSG - Allez Paris - Allez Paris allez allez - Allez Paris allez |

## Fans notables
- Richard Anconina[80]
- Giánnis Antetokoúnmpo[81]
- Antoine Arnault[82]
- Claude Askolovitch[83]
- Rani Assaf[84]
- Victoria Azarenka[85],[86]
- Jean-Pierre Bacri[87]
- Nicolas Batum[88]
- Jazzy Bazz[89]
- Pierre Bellemare[90]
- Jean-Paul Belmondo[91],[92]
- Malik Bentalha[93]
- François Berléand[94]
- Louis Bertignac[95]
- Olivier Besancenot[96]
- Booder[97]
- Tom Brady[98]
- Patrick Bruel[99]
- Jimmy Butler[100]
- Guy Carlier[101]
- Alain Cayzac[102]
- Julien Cazarre[103]
- Christophe Chenut[97]
- Patrick Chesnais[104]
- Annie Cordy[105]
- Michel Cymes[106]
- Damso[107]
- Gérard Darmon[108]
- Cécile de Ménibus[109]
- Jamel Debbouze[110]
- Jean-Luc Delarue[111]
- Alain Delon[112]
- François-Xavier Demaison[113]
- Sacha Distel[114]
- Ladji Doucouré[115]
- Michel Drucker[97]
- André Dussollier[116]
- Nicolas Duvauchelle[117]
- Pascal Elbé[118]
- Dominique Farrugia[119]
- Arthur Fils[120]
- David Foenkinos[121]
- Stéphane Freiss[122]
- Pierre Gasly[123]
- Richard Gasquet[124]
- Rudy Gobert[125]
- Élodie Gossuin[126]
- Max Guazzini[127]
- Seth Gueko[128]
- Stéphane Guillon[129]
- GZA[130]
- Gigi Hadid[131]
- Cyril Hanouna[132]
- Daniel Hechter[133]
- Thomas Hugues[97]
- Francis Huster[134]
- Donel Jack'sman[135]
- Kendall Jenner[136]
- JoeyStarr[137]
- Kool Shen[138]
- Philippe Labro[97]
- Jean-Luc Lemoine[139]
- Carl Lewis[140]
- Diane Leyre[141]
- Michaël Llodra[142]
- Philippe Lucas[143]
- Enrico Macias[144]
- Adrian Mannarino[145]
- Marie Martinod[146]
- Max[147]
- Mireille Mathieu[148]
- Pierre Ménès[149]
- Eddy Mitchell[114]
- Gaël Monfils[150]
- Hervé Morin[151]
- Thomas Ngijol[152]
- Xavier Niel[153]
- Niska[154]
- Esteban Ocon[155]
- Karl Olive[156]
- Fabien Onteniente[157]
- Tony Parker[158]
- Passi[97]
- Valérie Pécresse[159]
- Thibaut Pinot[160]
- Cédric Pioline[161]
- PLK[162]
- Natalie Portman[163]
- Raphaël Quenard[164]
- Rihanna[165]
- Rim'K[166]
- Teddy Riner[167]
- Rohff[168]
- Nicolas Sarkozy[169]
- Philippe Séguin[170]
- Sinik[171]
- DJ Snake[172]
- Tunisiano[173]
- Didier Wampas[174]
- Victor Wembanyama[175]
- Roschdy Zem[176],[177],[178]

Cette liste partielle ne prend pas en compte les footballeurs ou ex-footballeurs.

## Filmographie
- Hooligans : football, l'état de siège, téléfilm documentaire sur le hooliganisme, centré en partie sur le cas OM-PSG.
- PSG : 40 ans de fièvre, téléfilm sur les 40 ans d'histoire du Paris SG, par Canal+
- PARC - Le Documentaire, téléfilm documentaire sur l'histoire et la ferveur du Parc des Princes, les ultras et différentes époques du club, réalisé par William S. Touitou et Jérôme Bénadiner (When We Were Kids production), au début des années 2010[179].